# Landeleau
Landeleau [lɑ̃dlo] est une commune du département du Finistère, dans la région Bretagne, en France.
Landeleau est le petit village où les Vieilles Charrues, connues à ce jour comme le plus grand festival d'Europe, ont pris naissance.

## Géographie
Landeleau est en partie situé dans le pays Dardoup.

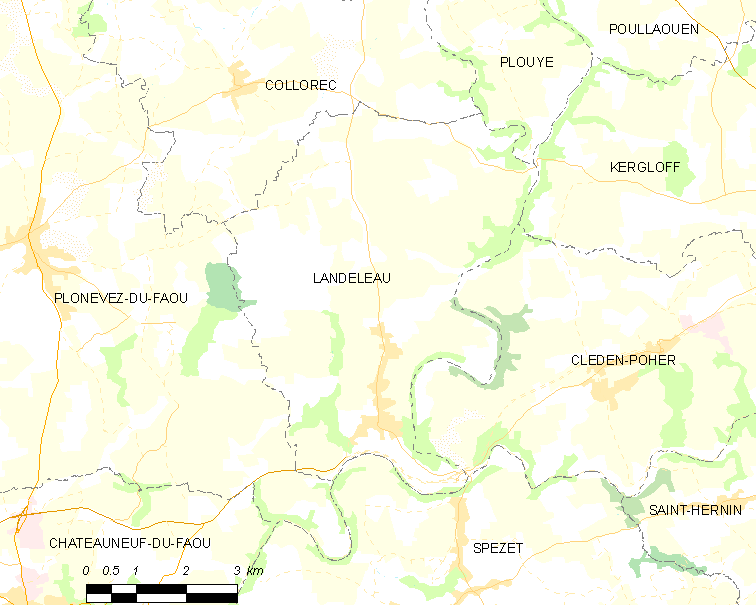
Carte simplifiée de la commune de Landeleau

Située à peu près à égale distance des trois littoraux nord (Manche), ouest et sud (Océan Atlantique), à une dizaine de kilomètres à l'ouest-sud-ouest de Carhaix et à 38 km au nord-est de Quimper, Landeleau est au cœur de la Bretagne intérieure, à 8 km au sud du parc naturel régional d'Armorique, dans la partie orientale du bassin de Châteaulin, entre les monts d'Arrée et les montagnes Noires. Mais ce bassin est loin d'être plat, le relief de la commune est bosselé, avec des collines à sommets arrondis, des « Menez » qui s'élèvent jusqu'à 130 m au Cleuziou et à Lanzignac, 137 m à « la Montagne », 156 m à Keravel et 160 m au Grannec, l'altitude maximale étant de 183 mètres. Le bourg de Landeleau est à une altitude intermédiaire, vers 110 mètres et s'est implanté à l'entrée d'un lobe particulièrement accentué d'un méandre de l'Aulne qui coule à une altitude comprise entre 76 mètres à son entrée (à Pénity-Saint-Laurent) et 51 mètres à sa sortie du territoire communal.
L'Aulne limite à l'est et au sud le territoire communal, séparant Landeleau respectivement de Kergloff à l'est, de Cléden-Poher au sud-est, de Spézet au sud. À l'ouest, c'est un affluent de rive droite de l'Aulne qui sert de limite communale avec Châteauneuf-du-Faou au sud-ouest et pour partie avec Plonévez-du-Faou à l'ouest, commune avec laquelle, plus au nord, la limite communale ne s'appuie pas sur des éléments naturels aussi nets, passant en lisière du bois de Coat Bihan. Au nord, la limite avec Collorec parcourt plateau et collines, longeant un temps la route départementale 48 allant de Collorec à Kergloff avant de coïncider pendant une distance d'environ deux kilomètres avec le cours aval de l'Éllez jusqu'à sa confluence avec l'Aulne à hauteur du hameau de Pénity-Saint-Laurent.
| Plonévez-du-Faou    | Collorec                               | Kergloff     |
| Plonévez-du-Faou    | Landeleau                              | Cléden-Poher |
| Châteauneuf-du-Faou | Spézet, Aulne, Canal de Nantes à Brest | Saint-Hernin |

Ce fleuve côtier s'encaisse assez profondément, d'une cinquantaine de mètres, les versants de sa vallée sont très pentus et boisés et l'Aulne dessine plusieurs méandres dont l'un est très prononcé au sud-est du bourg. L'Aulne est aussi un obstacle aux communications, un seul point de passage permettant d'aller d'une rive à l'autre à hauteur de la commune. L'ancien canal de Nantes à Brest, désaffecté, vient de Port de Carhaix en empruntant le cours de l'Hyères et rejoint l'Aulne au niveau de la commune à Pont-Triffen, sa partie aval étant canalisée jusqu'à la rade de Brest via Châteaulin.
| - Carte topographique de la commune de Landeleau. |

Landeleau fait partie du bassin de Châteaulin, ancien bras de mer de l'époque carbonifère long d'une soixantaine de km dans le sens ouest-est de Châteaulin jusqu'à Glomel, constitué sur une épaisseur de 1 500 mètres de schistes, d'ardoises et de psammites.
Son sous-sol est formé en bonne partie de schistes parfois ardoisiers (une ardoisière subsiste à Rest ar Valy, l'ardoisière Guyomarc'h) de l'époque carbonifère (ère primaire). L'altération de ces roches donne des sols lourds d'argile jaune ou brune, glaise compacte qui colle aux instruments aratoires. L'été, elle a tendance à se crevasser, à se dessécher et perd vite son eau.

### Hydrographie
Pour un article plus général, voir Réseau hydrographique du Finistère.
La commune est située dans le bassin Loire-Bretagne. Elle est drainée par l'Aulne, le canal de Nantes à Brest, l'Ellez, l'Hyère et divers autres petits cours d'eau,.
L'Aulne, d'une longueur de 144 km, prend sa source dans la commune de Lohuec et se jette  dans la rade de Brest en limite de Landévennec et de Rosnoen, après avoir traversé 27 communes.  Les caractéristiques hydrologiques de l'Aulne sont données par la station hydrologique située sur la commune de Cléden-Poher. Le débit moyen mensuel est de 14,7 m3/s. Le débit moyen journalier maximum est de 223 m3/s, atteint lors de la crue du 26 janvier 1995. Le débit instantané maximal est quant à lui de 302 m3/s, atteint le 13 décembre 2000.
Le canal de Nantes à Brest est un canal, chenal et un estuaire et un cours d'eau naturel navigable sur une grande partie de son cours, d'une longueur de 364 km. Il prend sa source dans la commune de Nort-sur-Erdre et se jette  dans la Loire à Nantes. 
L'Ellez, d'une longueur de 28 km, prend sa source dans la commune de Saint-Rivoal et se jette  dans l'Aulne sur la commune, après avoir traversé neuf communes. 
L'Hyère, d'une longueur de 48 km, prend sa source dans la commune de Callac et se jette  dans l'Aulne en limite de Spézet et de Cléden-Poher, après avoir traversé 15 communes. 

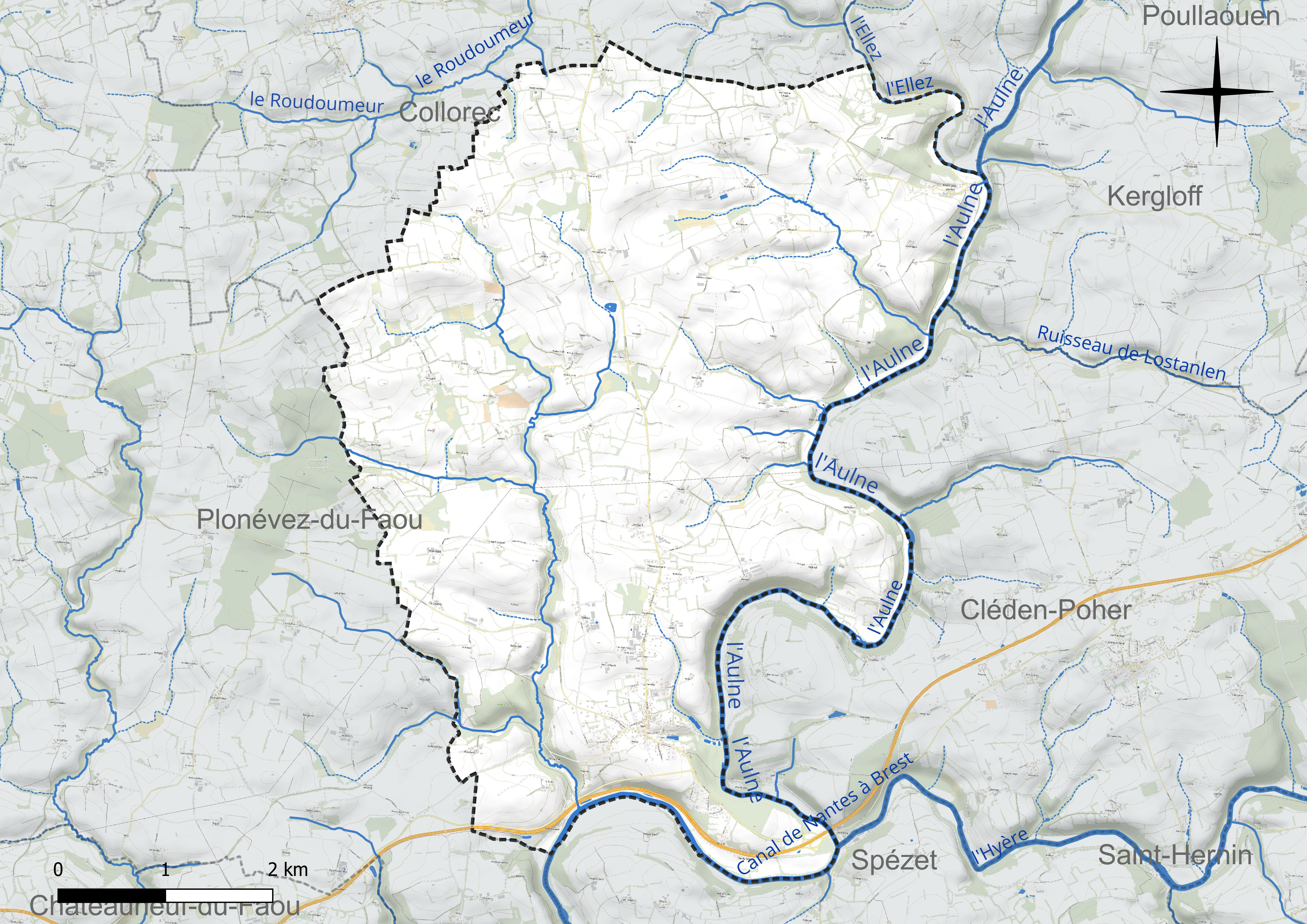
Réseau hydrographique de Landeleau.

### Climat
Pour des articles plus généraux, voir Climat de la Bretagne et Climat du Finistère.
En 2010, le climat de la commune est de type climat océanique franc, selon une étude du CNRS s'appuyant sur une série de données couvrant la période 1971-2000. En 2020, Météo-France publie une typologie des climats de la France métropolitaine dans laquelle la commune est exposée à un climat océanique et est dans la région climatique  Finistère nord, caractérisée par une pluviométrie élevée, des températures douces en hiver (6 °C), fraîches en été et des vents forts. Parallèlement l'observatoire de l'environnement en Bretagne publie en 2020 un zonage climatique de la région Bretagne, s'appuyant sur des données de Météo-France de 2009. La commune est, selon ce zonage, dans la zone « Monts d'Arrée », avec des hivers froids, peu de chaleurs et de fortes pluies.  
Pour la période 1971-2000, la température annuelle moyenne est de 11,2 °C, avec  une amplitude thermique annuelle de 11,4 °C. Le cumul annuel moyen de précipitations est de 1 112 mm, avec 16,1 jours de précipitations en janvier et 7,8 jours en juillet. Pour la période 1991-2020, la température moyenne annuelle observée sur la station météorologique la plus proche, située sur la commune de Carhaix-Plouguer à 13 km à vol d'oiseau, est de 11,4 °C et le cumul annuel moyen de précipitations est de 1 112,4 mm,. Pour l'avenir, les paramètres climatiques de la commune estimés pour 2050 selon différents scénarios d'émission de gaz à effet de serre sont consultables sur un site dédié publié par Météo-France en novembre 2022.

## Urbanisme

### Typologie
Au 1er janvier 2024, Landeleau est catégorisée commune rurale à habitat dispersé, selon la nouvelle grille communale de densité à 7 niveaux définie par l'Insee en 2022.
Elle est située hors unité urbaine. Par ailleurs la commune fait partie de l'aire d'attraction de Carhaix-Plouguer, dont elle est une commune de la couronne,. Cette aire, qui regroupe 18 communes, est catégorisée dans les aires de moins de 50 000 habitants,.

### Occupation des sols
L'occupation des sols de la commune, telle qu'elle ressort de la base de données européenne d'occupation biophysique des sols Corine Land Cover (CLC), est marquée par l'importance des territoires agricoles (87,6 % en 2018), une proportion identique à celle de 1990 (87,6 %). La répartition détaillée en 2018 est la suivante : 
terres arables (52,1 %), zones agricoles hétérogènes (25,2 %), prairies (10,3 %), forêts (9,2 %), zones urbanisées (3 %), milieux à végétation arbustive et/ou herbacée (0,1 %). L'évolution de l'occupation des sols de la commune et de ses infrastructures peut être observée sur les différentes représentations cartographiques du territoire : la carte de Cassini (XVIIIe siècle), la carte d'état-major (1820-1866) et les cartes ou photos aériennes de l'IGN pour la période actuelle (1950 à aujourd'hui).

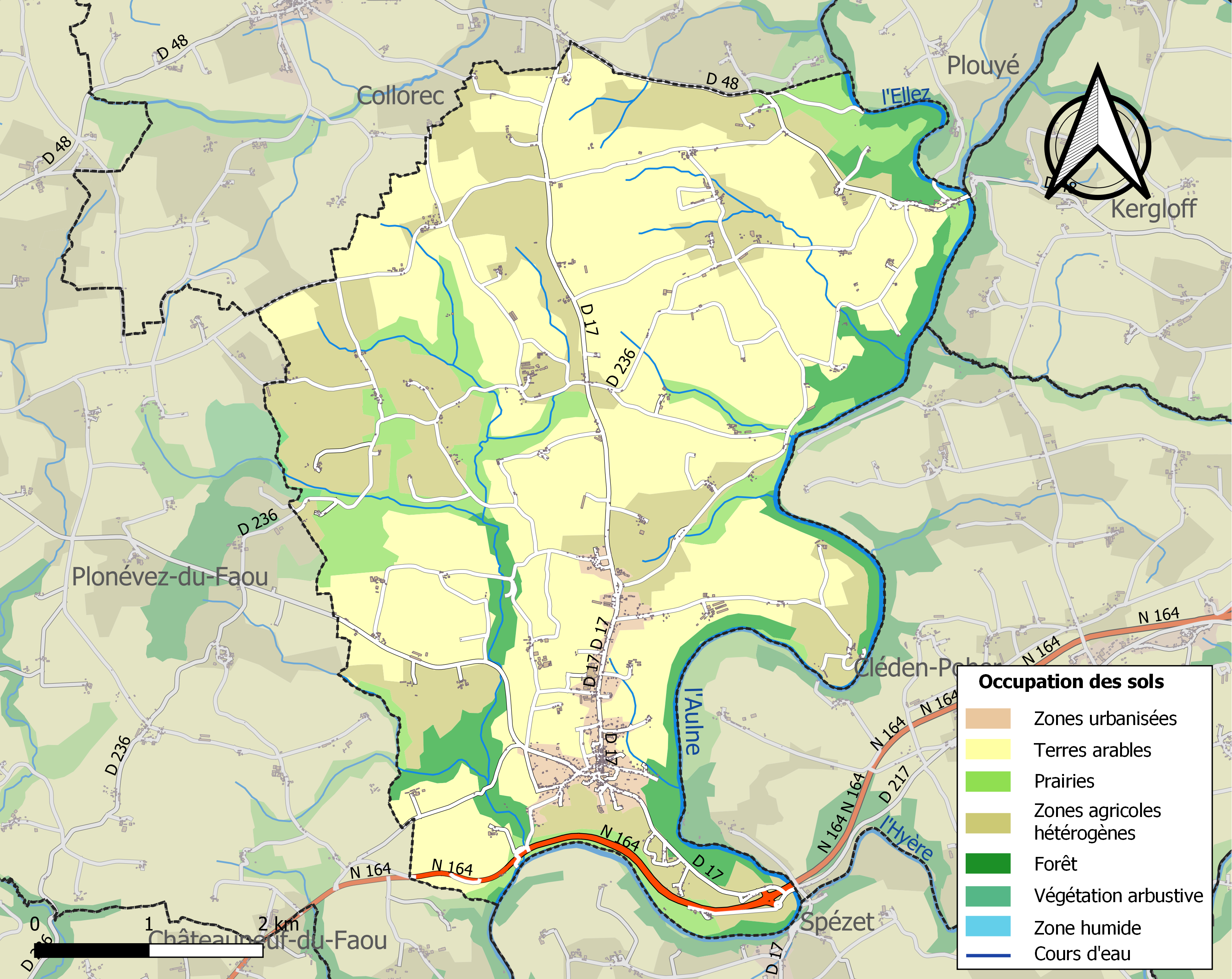
Carte des infrastructures et de l'occupation des sols de la commune en 2018 (CLC).

## Transports
Au Moyen Âge, le chemin reprenant le tracé de l'ancienne voie romaine, dénommé Hent-Ahez, venant de Carhaix et se dirigeant vers Le Faou passait par Landeleau, Collorec, Plonévez-du-Faou, Le Cloître et Saint-Segal pour aboutir à la mer.
Le franchissement de l'Aulne fut longtemps un point stratégique : passage à gué d'abord, puis à  partir d'une date indéterminée un pont fut construit, le pont de Pénity-Saint-Laurent, les droits de passage étant perçus aux XVIIe et XVIIIe siècles par le seigneur de Châteaugal.
La route nationale 164 Rennes - Châteaulin, axe routier principal de la Bretagne centrale, progressivement transformé en voie expresse dans le cadre du Plan routier breton passe dans la partie méridionale du territoire communal, en empruntant le versant nord (rive droite) de la vallée de l'Aulne, sans passer par le bourg de Landeleau, y entrant venant de Carhaix près de Pont Triffen et en sortant en direction de Châteauneuf-du-Faou à hauteur du hameau de Rosagoauen.
L'ancien canal de Nantes à Brest, aujourd'hui désaffecté pour la navigation commerciale, emprunte le cours de l'Aulne à la limite sud du territoire communal. L'ancien chemin de halage est désormais sentier de randonnée, le canal est fréquenté par les pêcheurs à la ligne. Une écluse, celle de Pénity, se trouve à la limite communale.
La voie ferrée à voie étroite faisant partie du Réseau breton ne fut en service que de 1904 à 1967 (gare de Landeleau - Spézet), reliant à partir de 1906 Carhaix à Châteaulin.

## Toponymie
Le nom de la localité est attesté sous les formes Landeleou en 1267, Landeleu en 1270, Lanteleau en 1368, Landeleau en 1448.
Son nom provient du mot breton  lan (« lieu consacré à un saint, ermitage ») associé à saint Théleau (Sant Telio en breton), saint breton plus ou moins mythique, associé comme saint Edern à un cerf, peut-être une forme christianisée du dieu celte Cernunnos.

## Histoire

### Origines
Landeleau s'est développée initialement grâce à un gué qui permettait à la voie romaine allant de Vorgium (Carhaix) à Châteaulin de franchir l'Aulne. Landeleau faisait partie de la paroisse primitive de l'ancienne Armorique de Plouyé, faisant partie un temps de Plonévez-du-Faou avant d'en être détachée. Le nom de la paroisse s'est écrit successivement Landeleou en 1267, Landeleu en 1270, Lanteleau en 1368, Landeleau en 1448 et Landelleau en 1801.

### De la Préhistoire au Moyen Âge

#### Le camp fortifié, le cimetière et la sculpture de Penfoul

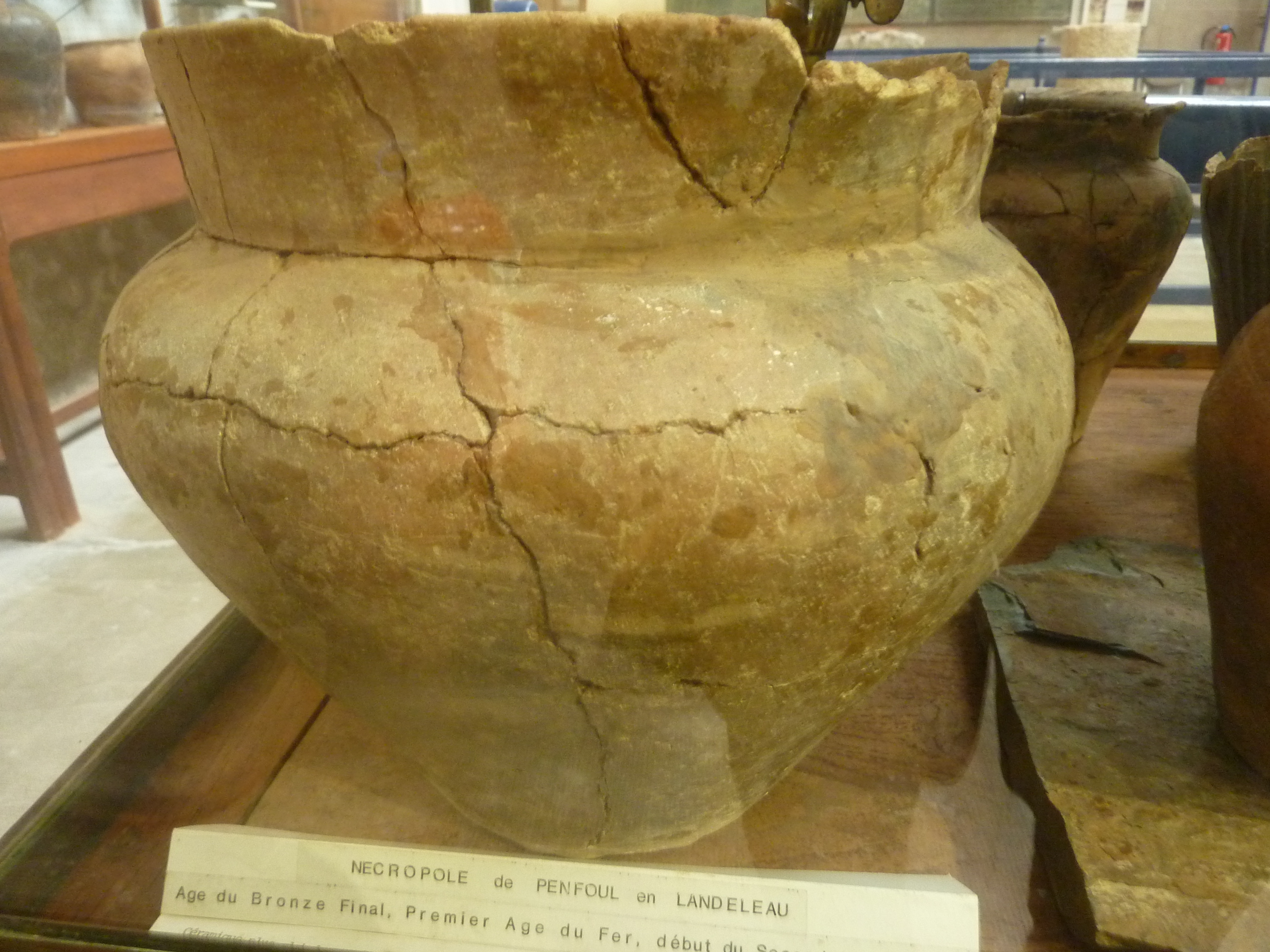
Vase provenant de la nécropole de Penfoul en Landeleau et datant de l'âge du bronze final (Musée de la préhistoire finistérienne de Penmarc'h).

Landeleau fut habité dès le IIe millénaire av. J.-C. Plusieurs découvertes préhistoriques en font foi. Plusieurs tumuli de l'âge du bronze ont été découverts près de Ti-Roue et de Kerbizien et une hache en bronze trouvée à Menez Banal. La plus importante découverte est celle du camp fortifié de Penfoul, fouillé en 1980 par Jacques Briard, qui date de l'âge du fer et son cimetière (urnes cinéraires) utilisé par des populations préceltiques, puis par les Celtes, à partir du IVe siècle av. J.-C. : ces deux groupes humains ayant donné le peuple des Osismes qui continua à vivre suivant ses traditions pendant l'occupation romaine, sans avoir été vraiment romanisé. Dispersés en petites communautés rurales, ils cultivaient des céréales et élevaient du bétail.
La plus ancienne sculpture attestée dans l'extrême ouest de l'Europe a été trouvée par Jacques Briard dans le cimetière du premier âge du fer de Penfoul à Landeleau lors des fouilles en 1980 : « C'est un bloc de quartz mis en forme pour lui donner un contour ovalaire et portant une entaille pouvant simuler une bouche, les yeux n'étant pas indiqués. Elle avait été déposée à l'extrémité d'un massif de pierres allongé, peut-être réalisé dans le dessein de simuler une silhouette humaine dont ce bloc eût pu constituer la tête. Cette sommaire sculpture a été comparée aux têtes “celtiques” en pierre de Shipton Gorge dans les Îles britanniques, dont elle ne se rapproche cependant guère que par le mode de figuration de la bouche. »

#### Le Moyen Âge

##### Saint Théleau à Landeleau
Selon la tradition, Théleau, à la suite d'une épidémie de peste, gagna l'Armorique en 549. Nommé évêque de Dol, il abandonna ce poste sept ans plus tard pour construire un ermitage au centre de la Bretagne, dans un lieu qui devint Landeleau. Des reliques conservées dans l'église paroissiale lui sont attribuées.

##### Hervé de Landeleau
Hervé de Landeleau fut évêque de Quimper entre 1245 et 1261. Mort en réputation de sainteté, son tombeau était placé au milieu du chœur de la cathédrale Saint-Corentin, en avant du lutrin. C'était une tombe de pierre élevée, portant une table de bronze, sur laquelle on voyait sa représentation en relief, avec cette inscription gravée sur les rebords de la table : "Hic jacet magister Hervæus de I.andeleau quondam episcopus corisopitensis qui decessit in vigilia beati Laurentii anno domini M.CC.LXI Orate pro eo fideles".
On venait d'assez loin en pèlerinage à ce tombeau, qui était soigneusement entretenu, par la fabrique. Albert le Grand rapporte qu'en 1313, une femme de l'évêché de Vannes, nommés Doëzal « estant venue en pèlerinage à Kemper-Corentin, fut avisée par un petit garçon de toucher ses yeux au tombeau de Hervé de Landt-Elleau ; ce qu'ayant fait, elle recouvra la veüe ». Son tombeau fut rasé en 1791 par ordre du Directoire du département. Selon la tradition, son corps aurait été retrouvé entier en bien conservé.

##### La juridiction, puissénéchaussée, de Landeleau
Landeleau aurait fait partie de la principauté du Poher au VIe siècle (dont le prince était Conomor, puis de la vicomté du Poher au Xe siècle au même titre que les seigneuries du Huelgoat et de Châteauneuf-du-Faou, puis appartint aux vicomtes du Léon au XIIIe siècle. En 1439, le duc de Bretagne Jean V donne en partage à son fils puîné Pierre des terres parmi lesquelles se trouvent Landeleau ainsi que Huelgoat et Châteauneuf-du-Faou pour 400 livres de rentes. Une montre de l'évêché de Cornouaille de 1481 énumère les châtellenies de Huelgoat, Châteauneuf-du-Faou et Landeleau, mais le siècle suivant l'on ne parle plus de châtellenies, mais de juridictions, la justice prenant le pas sur la guerre. Dès 1340, les juges des trois juridictions sont les mêmes, il s'agit donc d'une justice ambulante.
Les familles nobles répertoriées : à la montre de l'évêché de Cornouaille en 1481, les nobles suivants étaient présents : Jehan Lohennec, escuyer, archer en brigandine (cotte de mailles), messire Jean Cotten, archer en brigandine, escuyer Guillaume Ansquer, archer en brigandine, Guillaume Kermanach représenté par Alain Guéguen et escuyer Auffroy Bernard, archer en brigandine. En 1832, selon le Chevalier de Fréminville les familles Ansquer de Kéroulas « d'azur au rencontre de cerf d'or », Cotten de Saint Yvi « d'azur au chevron d'or accompagné de trois croix pattées de sable » sont toujours subsistantes.
Landeleau est en 1498 l'une des 33 paroisses du diocèse de Cornouaille à posséder une école et disposait d'une juridiction ducale, puis d'une sénéchaussée royale après le rattachement de la Bretagne à la France : "les sièges de Duault, Landeleau, Le Huelgoat et Châteauneuf-du-Faou sont mentionnés sous le présidial de Quimper, dans l'édit de création des présidiaux par Henri II (édit de Reims, mars 1552), et furent réunis à Carhaix par l'édit de Châteaubriant (octobre 1565)". Par des lettres patentes du 29 mars 1564 données à Blois, le roi Charles VI supprime un grand nombre de sénéchaussées dont celles de Châteauneuf, Huelgoat et Landeleau qui sont incorporées dans celle de Carhaix.
Au début du XVIIe siècle, la Cour de Châteauneuf, associée à celles du Huelgoat et de Landeleau, retrouva une existence propre pendant les guerres de la Ligue et elle perdura jusqu'en 1790, les noms des trois Cours étant constamment accolées, relevant du présidial de Quimper et du Parlement de Rennes.

##### Les seigneuries de Châteaugal  et du Granec

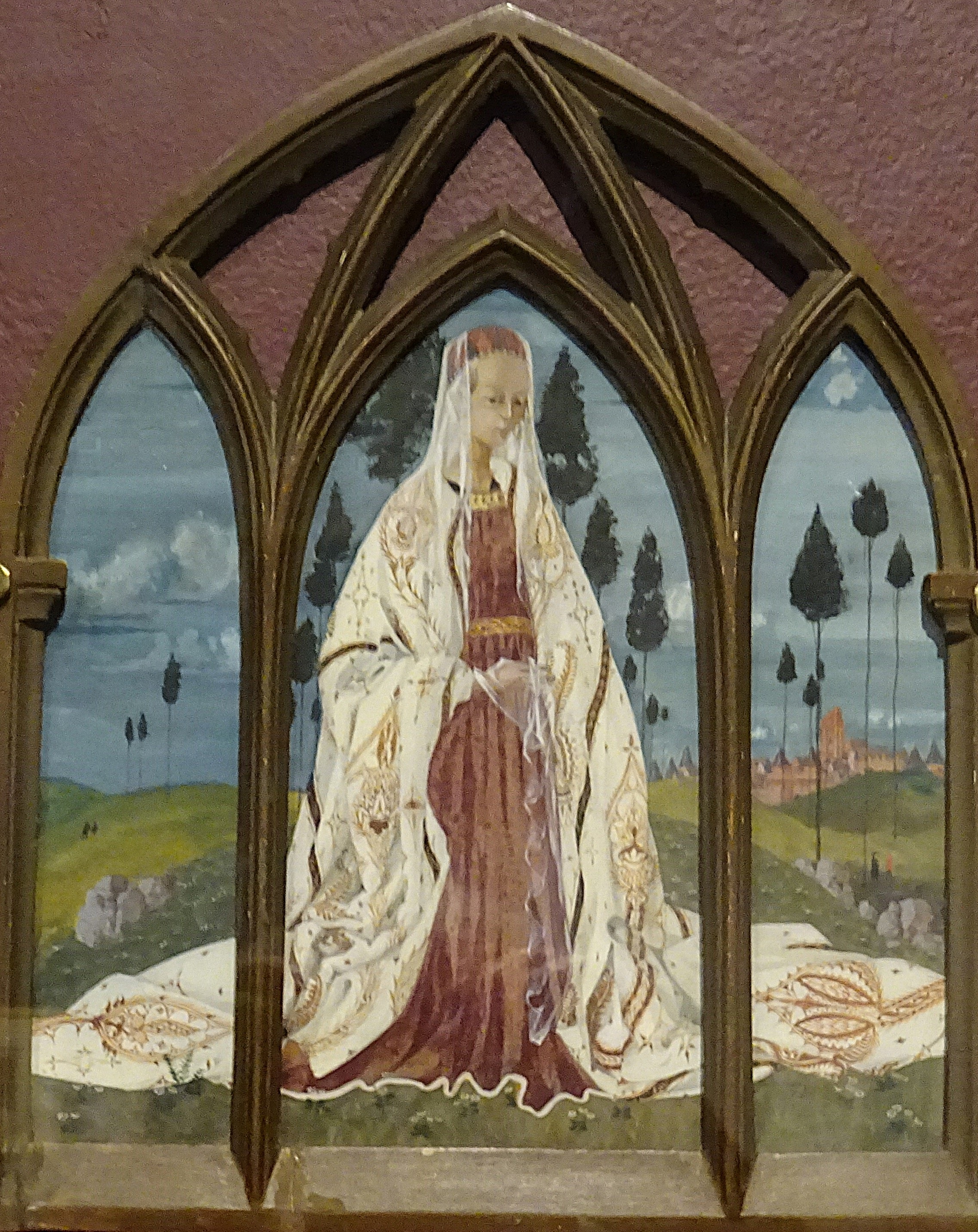
Ernest Guérin ː Marie de Keroulaz (aquarelle et gouache sur papier, non daté).

Deux grandes seigneuries existaient :
La seigneurie principale était celle du château de Châteaugal, habitée par la famille du Chastel, (les Du Chastel étaient devenus seigneurs de Mezle [Mesle] en Plonévez-du-Faou par alliance en 1374 et c'est Henri Du Chastel, deuxième du nom qui devint aussi seigneur de Châteaugal grâce à son mariage avec Isabeau de Kermellec, dont le père Jean de Kermellec était le seigneur du lieu). Jean du Chastel, seigneur de Mesle et de la Roche-Droniou, est cité dans la Réformation de 1536 en Cornouaille comme seigneur de Kerouantrec et Kerbellec ; il rend aveu à Châteaugal en 1544. Antoine du Chastel, époux de Marie Le Scaff, lui succède en 1555. Leur fils, François du Chastel, marquis de Mesle, seigneur de Châteaugal et de Landeleau, mort en 1599, fut le plus connu des membres de cette famille. François du Chastel, épousa d'abord en 1565 Marie de Keroulaz ou Keroulas (selon une gwerz recueillie par Théodore Hersart de La Villemarqué dans son Barzaz Breiz, Marie de Keroulas, que l'on obligea en 1565 à se marier avec le peu séduisant François du Chastel, en serait morte de chagrin en 1582), puis Catherine de Quélen, veuve d'Yves de Guer, seigneur de la Porteneuve, et enfin Anne de Kerouzéré, dame de Kerleau. Le tombeau mutilé de François du Chastel se voyait encore au milieu du XIXe siècle dans le cimetière de Landeleau.
Aymar de Blois de la Calande a rédigé en 1823 une étude érudite sur une complainte de 30 couplets relatant le mariage malheureux survenu en 1565 de l'héritière du manoir de Keroulas avec François du Chastel, seigneur de Châteaugal". C'est la plus ancienne complainte en langue bretonne (gwerz) dont le texte a été conservé. Elle a été traduite en français par Émile Souvestre dès 1834. En résumé, la jeune héritière n'aimait pas le marquis de Mesle mais elle ne put fléchir sa mère dont la vanité se trouvait flattée d'une aussi riche alliance. La pauvre fille obéit mais, peu de temps après, elle mourut de chagrin de n'avoir pu être unie à celui auquel elle avait donné son cœur. Selon Édouard Vallin, cette gwerz était encore fréquemment chantée par les pâtres des monts d'Arrée au milieu du XIXe siècle.
En avril 1590, alors qu'il commandait pour le compte des Ligueurs la place de Quimperlé, il fut battu par ruse par les troupes d'Henri de Bourbon, prince de Dombes. Le chanoine Moreau raconte : "Arrivés donc entre minuit et le point du jour, pour faire leurs approches plus secrètement (...) jusques à la porte de la ville du côté de Vannes, appliquèrent les pétards. (...). On le fit jouer avec un tel effet qu'il emporte la porte de la ville et donne l'entrée libre à l'ennemi qui entre en foule où, trouvant l'habitant, capitaine, soldat qui dormaient à la française, en eurent bon marché, car ils ne rendirent aucun combat, et ceux qui résistèrent furent tous tués. Plusieurs cependant se sauvèrent, tant hommes que femmes et filles par la rivière du côté de Cornouaille. (...) Voilà comment la négligence d'un capitaine guère expérimenté et habitué à prendre ses aises, comme était celui-ci, a porté de ruine où il commandait. (...) Le sieur de Mesle, capitaine, (...) ayant reçu cette honteuse escorne, se retira tout honteux au Châteaugal, près Landeleau".
Son petit-fils Claude, marquis du Chastel, de la Garnache, de Goulaine et de Mezle, comte de Beauvoir-sur-Mer et de Saint-Nazaire, baron de Gouarlot, seigneur de Châteaugal, Rosquijeau, Landrévrésech, Quelennec, Kergoët, Glomel, le Grannec, la Marche, Kerminihy et Bodriec, mourut sans postérité. Il avait épousé, en 1639, Sainte Budes de Blanchelande, laquelle obtint annulation de son mariage, pour impuissance de son mari, en 1646. Il se maria cependant, dès 1647, à Yolande de Goulaine, dont l'union fut également stérile.
Plaisanté sur son infirmité par le marquis de Carman, il tua celui-ci en duel en 1652.
Châteaugal passa ensuite aux mains de la famille de Muzuilliac, qui détenait la seigneurie de Pratulo en Cléden-Poher : Jacques de Muzuillac, né vers 1620, puis ses héritiers et, par alliance, à la famille De Marbeuf. Claude-François-Marie De Marbeuf vendit en 1728 la seigneurie de Châteaugal à François-Augustin Hay, seigneur de Tizé. L'un de ses fils Charles Louis de Marbeuf pourrait être le véritable père de Napoléon 1er, mais cela reste incertain.

##### Le manoir du Granec et le brigandLa Fontenelle
La seconde dépendait du manoir de Kastell-Grannec : son chef-lieu était en Landeleau (comprenant le Vieux-Moulin, Coat-Noennec, Kervéguen, Kerroué, Treollen, Kerguz, Kernévez an Coat et Brondohal) mais son fief s'étendait surtout sur des terres de Châteauneuf-du-Faou et plus secondairement de Collorec". Il appartenait au XVe siècle aux seigneurs De la Marche. Reconstruit au XVIe siècle, il disposait de quatre tourelles placées aux angles de la courtine, protégée par six canons. C'est Guillaume de Coatanezre, cité comme sieur du Grannet et du Bollen lors de la Réformation de 1536 en Cornouaille, époux de Béatrice de Kérourfil qui en fournissent l'aveu en 1540. L'ouvrage était précédé de fossés et de levées de terre, vestiges d'une enceinte antérieure, médiévale ou antique.
« La salle d'honneur du Granec était l'une des plus riches et des plus somptueuses de toute la Bretagne. Quatre énormes têtes de ces dragons verts à écaille d'or, que l'on appelait des "rageurs", mordaient les extrémités de deux poutres énormes à fond rouge, semé de palmes, de feuilles de vigne, de fleurs et d'animaux fantastiques. Les murs étaient couverts de hautes tentures à personnages et lambrissés à hauteur d'appui de cuir "en or basané" et les planchers étaient revêtus d'un éclatant pavage en terre vernissée ».
Guy Éder de La Fontenelle, le "brigand de Cornouaille", prit le château par ruse en 1593 et fit massacrer 700 paysans qui tentaient de l'assiéger. Le chanoine Moreau raconte: "Ladite année 1593, environ le mois de juin, le manoir ou château du Granec fut surpris par les gens du capitaine La Fontenelle. Cette maison appartenait au sieur de Pratmaria qui se nommait en ce temps-là Vincent de Coatanezre, et y faisait sa continuelle résidence, et à cause de quoi il chérissait la dite maison et l'avait fait fortifier de bons fossés et levées de terre par dedans, flanquée de quatre tourelles aux quatre coins de l'enclos, se tenant en cet endroit pendant la guerre, avec quinze ou vingt hommes pour sa garde particulière et à ses frais. (...) Bref, la maison était forte et bien flanquée pour tenir contre les coups de main. (...). Le capitaine La Fontenelle cherchait en ces temps-là tous les moyens possibles d'avoir une retraite dans un pays qui n'eût encore été ruiné. Il désirait donc cette place, mais il n'avait pas d'assez grandes forces pour l'emporter. Il essaya de la surprendre par ruse". La Fontenelle fit passer certains de ses hommes pour des troupes dépendant du sieur du sieur de Rosampoul, un ami de Vincent de Coatanezre, et ce dernier fit baisser le pont-levis. Le château du Granec fut pillé, son propriétaire chassé.
Pour l'empêcher de continuer à écumer la région, plus d'un millier de paysans vinrent assiéger pendant 8 jours son repaire du Granec, profitant de l'absence du bandit parti guerroyer du côté de Morlaix. De retour une nuit par surprise et tua environ 800 paysans. Selon le chanoine Moreau, « non content de ce carnage, La Fontenelle refusa aux parents des victimes la permission d'enlever les blessés, et même les morts, pour leur rendre les derniers devoirs et par ainsi demeurèrent corrompre sur la face de la terre sans que personne osât braver la défense du tyran qui faisait tuer à coup d'arquebuse quiconque tentait de s'en approcher. » Le duc de Mercœur, chef de la Ligue et gouverneur de Bretagne, fit brûler le manoir en 1594 par des troupes espagnoles de passage « considérant, dit le chanoine Moreau, combien de maux et de ruines il avait apportés au quartier, et qu'il pouvait apporter à l'avenir, commandèrent de mettre le feu au château, ce qui fut fait à l'instant. Ainsi ce beau château fut anéanti environ quarante ans qu'il fut bâti tout de neuf par feu chevalier Guillaume de Coatanezre, Sr. de Pratmaria, qui fut un grand dommage, mais un bien signalé pour le pays ».
Un autre manoir noble à Landeleau est cité dans la Réformation de 1536 en Cornouaille, celui de Lesdren "appartenant au sieur de Hermoët et du Clostre".
Landeleau était une étape sur les chemins de Saint-Jacques de Compostelle.

### De l'époque moderne à la Révolution française
Le père Julien Maunoir, célèbre prédicateur, prêcha une mission à Landeleau en 1646.
Une papeterie existait sur les bords de l'Aulne à Pratulo ; elle subsista jusqu'à la Révolution.

#### Larévolte des Bonnets Rouges
Les Landeleausiens participent nombreux à la révolte des Bonnets Rouges en 1675. Le chanoine Moreau raconte : « Le samedi matin, le bruit courut en peu de temps par tout le pays, le tocsin fut sonné par toutes les paroisses et les paysans se mirent incontinent sous les armes. (...), s'acheminant à Carhaix sans ordre ni discipline de guerre. (...) Il en passa de grandes troupes par le Granec, demandant d'être conduits par le seigneur, qui n'en voulut rien faire, mais leur bailla un vieux soldat nommé Lanridon qui accepta la charge pour ceux de Plounévez-du-Faou, conduits aussi en partie par le sieur du Cleusiou Roudoumeur. Arrivés qu'ils furent au pont du Moulin du Duc, demi-lieue de Carhaix vers l'occident, ils barricadèrent le plot d'une grande tranchée et autres matériaux ». Les paysans sont battus par les troupes du capitaine de la Tremblaye. Le chanoine Moreau poursuit : « Il y eut en cette déroute grande tuerie de paysans. (...) Les paroisses qui firent cette boutade, ledit jour du samedi, furent celles de Cléden, Landeleau, Plounévez, Plouyé, Le Huelgoët, et autres paroisses de Carhaix, soit trois à quatre lieues ».
Les Landeleausiens participent au pillage du château de Kergoat en Saint-Hernin. La paroisse fut condamnée à verser une amende de 2 000 livres en réparation des dommages.

#### Pendant laRévolution française
Pendant la Révolution française, les Chouans prennent en otage le curé constitutionnel de la paroisse qui rétracte son serment de fidélité à la Constitution civile du clergé mais est alors arrêté par les Révolutionnaires. Le maire de Landeleau est assassiné en 1801 par les Chouans. Louis-Jean Gillard de Larchantel, comte de Landeleau, chanoine, grand chantre à la cathédrale de Quimper fut fusillé pendant la Révolution.
Landeleau est en 1790 rattaché au 5e canton de Carhaix qui comprend aussi les communes de Châteauneuf-du-Faou et Le Quilliou, perdant les fonctions seigneuriales et judiciaires importantes qui furent les siennes sous l'Ancien Régime. La localité perd même momentanément son indépendance paroissiale par la loi du 12 septembre 1791 qui la rattache, ainsi que Kergloff, comme succursale à la paroisse de Cléden.
Le 10 janvier 1799 (21 nivôse an VII), une troupe de douze « brigands » (chouans), commandés par le ci-devant abbé Dorlat (en fait probablement l'abbé Philippe-Marie Dagorne du Bot, né à Carhaix en 1743, ancien chanoine et vicaire général de Rennes) et un émigré du nom de La Faye, sous les ordres du chef chouan Jean François Edme Le Paige de Bar, attaque un détachement de six soldats de la garnison de Landeleau rentrant de Spézet et tue l'un d'entre eux.

### LeXIXeet le début duXXesiècle

#### LeXIXesiècle
La construction du canal de Nantes à Brest, qui localement emprunte le cours de l'Aulne qui est canalisé entraîne une certaine prospérité pendant sa construction, puis sa période d'activité, principalement dans la partie méridionale de la commune.
Vers le milieu du XIXe siècle, deux moulins à papier sont en activité et deux carrières de schiste sont exploitées sur le territoire de la commune.
Un rapport d'avril 1872 indique que Landeleau fait partie des 28 communes du Finistère à être encore sans école.
Un loup qui n'avait plus que trois pattes aurait été observé en 1906 entre Landeleau et Loqueffret ; ce serait le dernier loup vu dans la région.
Le 30 août 1904, la gare de Landeleau - Spézet accueille ses premiers trains grâce à l'ouverture au trafic du tronçon ferroviaire Carhaix - Pleyben, suivi en 1906 du tronçon Pleyben - Châteaulin, cette ligne faisant partie du "Réseau breton" à voie métrique. Cette ligne a été fermée au trafic en 1967.

#### Description du «pays de l'Aulne» datant de 1893

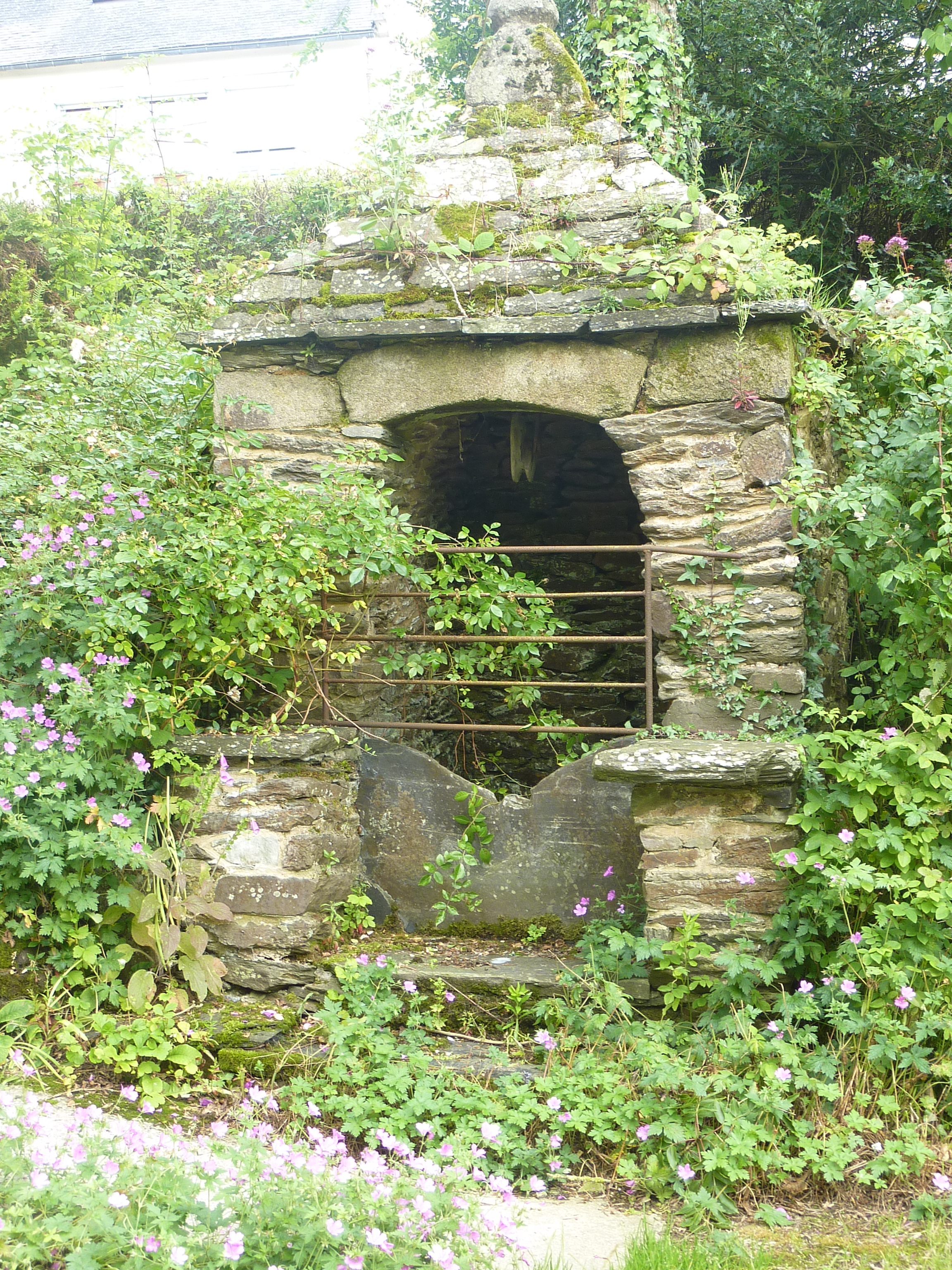
Vieux puits à Landeleau (près de l'ancien presbytère).

« Si vous venez de traverser le Léonais [ = le Léon ], il vous semblera que le pays de l'Aulne est par endroits un peu désert, que trop de fermes ont encore le toit de chaume sur des murs de pierre cimentés uniquement de boue. Si vous y passez vers la fin du mois d'août, vous y verrez avec étonnement battre le blé au fléau, un instrument que vus croyiez banni du monde civilisé depuis la découverte des machines à battre. C'est surtout en tirant sur la montagne, vers Plounévez-du-Faou, Saint-Herbot, Plouyé, Scrignac, que vous serez frappé de ces traces d'ignorance et de misère.
Au contraire vers le canal, par lequel arrivent les engrais calcaires ainsi que les instruments aratoires de l'industrie moderne, l'aspect est très florissant. La terre végétale est partout assez profonde pour qu'en fumant et en variant convenablement l'assolement, on transforme en terrais de rapport des landes jusque-là improductives. L'avoine, le sarrasin et le seigle occupent encore plus de place que le froment; mais celui-ci est déjà cultivé suffisamment pour que le pain blanc ait presque partout remplacé le pain noir dans l'alimentation quotidienne. Les prés, améliorés par des drainages, nourrissent vers Carhaix des bœufs gras qui alimentent (...) un commerce considérable. (...).
Et ici les maisons ont bonne apparence. Les murs sont enduits d'une couche riante de chaux blanche ; les toits sont d'ardoise, les fenêtres s'ouvrent largement. (...) De même les bourgs sont élégants ou riants. »

#### L'école
En 1848, Landeleau fait partie des 11 communes du Poher sur 22 en tout à ne pas avoir d'école. Elle n'en a toujours pas en 1872, faisant partie des 28 communes du département n'en disposant pas, mais elle existe en 1874. En 1923, son état est apparemment lamentable, un rapport écrit: " École tristement célèbre dans la circonscription, véritable taudis, n'a jamais été réparée".
La vie à l'école de Landeleau pendant la Seconde Guerre mondiale, avec des enfants réfugiés brestois qui y étaient en internat, est racontée est évoquée par un instituteur de l'époque : « La classe se déroulait à l'école des garçons, le dortoir était à l'école des filles. Tous les matins, je conduisais les enfants à un lavoir, tout près de l'église du bourg. C'est là que s'effectuait le "décrassage", au grand étonnement des Landeleausiens, déjà dans la rue à six heures. Je prenais mes repas dans ce restaurant où mon arrivée avait provoqué l'émoi dont j'ai parlé plus haut. De l'autre côté de la rue, il y avait un magasin de textiles tenu par monsieur et madame Cam, dont le fils Jean, allait, quelques années plus tard, créer à Brest l'Hypermarché Rallye. ».

#### LaTroméniede Landeleau en 1905
La troménie existait déjà en 1703, un texte d'un curé de Landeleau, Jean Caillibotte, évoque à cette date la procession des reliques de saint Thélo le lundi de Pentecôte. Il évoque aussi les qualités fébrifuges de la pierre dite "Lit de saint Thélo".
À Landeleau, le jour de la Pentecôte, on célèbre la fête du saint patron par une sorte de troménie. C'est une longue procession, dite « tro ar relegoù », le "tour des reliques", qui part de l'église paroissiale pour rejoindre la chapelle Saint-Laurent puis revient par un chemin en partie différent. La troménie de Landeleau en 1905 a été décrite par le chanoine Peyron, selon ce texte, "le dimanche qui précède la Pentecôte, au sortir de la messe célébrée à la chapelle Notre-Dame-de-Lannach, le bedeau monte sur le talus du placître et met en adjudication l'honneur de porter les reliques du saint au jour de la grande procession ; comme il y a deux porteurs, ils s'entendent naturellement sur le prix maximum de leur enchère qui, cette année, est montée à 125 F. Les porteurs se choisissent alors deux gardes du corps qui, armés de baguettes blanches dont nous verrons tout à l'heure l'utilité, se tiendront constamment de chaque côté des reliques pendant la procession".
Le chanoine Peyron poursuit : "La procession, suivie par environ deux mille hommes, car plusieurs sont venus des paroisses voisines, se met en marche dès sept heures du matin, précédée d'une douzaine de clairons, l'on se dirige vers la première station qui est la chapelle de Notre-Dame-de-Lannac'h, distante du bourg d'une demi-lieue ; jusque-là, l'on marche d'un bon pas mais qui n'a rien d'exagéré car on y porte les bannières, et les jeunes filles et enfants du bourg précèdent la procession avec des oriflammes et portant sur les épaules des statues de saints.
En arrivant à la chapelle, les deux porteurs des reliques les élèvent sur le brancard à bout de bras au-dessus de la porte d'entrée, et toutes les personnes qui assistent à la procession passent dessous les reliques, essayant au passage de les toucher de la main ou du moins les franges du brancard qui les supporte, et c'est ici qu'interviennent avec leur baguette les deux gardes ; ils tolèrent bien qu'on touche les franges, mais si les mains ont la témérité de vouloir toucher aux reliques elles-mêmes la baguette blanche s'abat immédiatement sur la main audacieuse; mais il n'y a que deux baguettes, pour cinq ou six mains qui se tendent à la fois, et plusieurs ont pu satisfaire leur dévotion sans que leurs doigts soient trop endoloris".
Ce n'est là que la première halte de la longue procession qui, à travers champs et landes, fait ensuite étape au fameux chêne de Châteaugal qui, selon la légende, permit à Théleau de s'y réfugier lorsqu'il fut poursuivi par les chiens du seigneur du lieu, puis les pèlerins se dirigent vers la troisième station, la chapelle du Pénity-Saint-Laurent, située sur une colline dominant les sources de l'Aulne et où, à 10 heures, est chantée la grand-messe, puis écouté un sermon. Après un repos d'une heure et demie, la procession reprend par monts et par vaux jusqu'à ce qu'on atteigne la quatrième station, la chapelle Saint-Roch où se renouvelle le passage de tous les pèlerins sous les reliques. La procession, rejointe peu à peu par tous ceux qui n'ont pas pu la suivre entièrement, reprend ensuite en direction de l'église paroissiale. "Une fois encore à l'entrée du cimetière, toute la procession défilera sous les reliques et, après le chant des vêpres et la bénédiction du Saint-Sacrement, les reliques elles-mêmes seront données à baiser à tous les fidèles" termine le chanoine Peyron.
La cérémonie commencée à 5 heures du matin se terminait vers 17 heures.
Selon la tradition populaire rapportée par Anatole Le Braz, il faut faire le "tour des reliques" de Landeleau de son vivant : « si on ne l'a pas fait de son vivant, on le revient faire après sa mort, avec son cercueil sur les épaules, et l'on avance chaque jour que de la longueur du cercueil ».
Dans son mémoire de maîtrise d'ethnologie datant de 2002, Joël Hascoët a analysé la Troménie, les pratiques du deuil pendant la procession et les évolutions de ces pratiques religieuses au fil du XXe siècle.

### LeXXesiècle

#### Les affrontements entre laïcs et cléricaux au début duXXesiècle
En mars 1906, lors de la querelle des inventaires, le clergé et les fidèles opposent une vive résistance : le vicaire de la paroisse, l'abbé Le Dantec, est arrêté pendant le crochetage des portes de l'église pour « voies de fait sur un gendarme ». On lui passe même les menottes et il est emprisonné à Châteaulin. L'évêque de Quimper décide alors de supprimer toutes les cérémonies religieuses dans la paroisse. Le vicaire fut condamné à un mois de prison par le tribunal de Châteaulin pour "outrages au maire, rébellion et coups aux gendarmes". Le recteur de la paroisse écope d'une amende de 200 francs.

##### La Première Guerre mondiale
Parmi les soldats originaires de Landeleau morts pendant la Première Guerre mondiale, cinq ont été tués sur le front belge, dont quatre (Guillaume Cochennec, Guillaume Louis Le Foll, Pierre Le Moal, Jean Maltret) lors de la Course à la mer en 1914, le cinquième (Jean Hamon) en 1917 ; deux (Guillaume Féon, François Le Bec) sont morts dans les Balkans lors de l'Expédition de Salonique ; quatre (François Bernard, Mathieu Cariou, Jean François Salaün et Jean Salaun) sont décédés alors qu'ils étaient en captivité en Allemagne ; la plupart des autres sont morts sur le sol français dont François Lanuzel, décoré de la Croix de guerre 1914-1918.

##### La Seconde Guerre mondiale
Le monument aux morts de Landeleau porte les noms de vingt personnes mortes pour la France pendant la Seconde Guerre mondiale.
Joseph Cochennec a témoigné de sa vie pendant la guerre : « C'est le mois de août 1939, je suis dans les champs à ramasser du trèfle pour mes vaches (...).  Soudain j'entends la cloche du village. C'est le tocsin ; je sais ce que cela signifie : la guerre est déclarée. J'abandonne tout, le trèfle, mes outils et je cours chez moi. Ma femme m'attend devant la maison. L'air triste, elle me dit que j'ai un trèfle alliance et lui dit que ce sera mon porte-bonheur » ; en juin 1940 il est fait prisonnier par les Allemands lors des combats de la poche de Dunkerque et envoyé au stalag X-B de Sandbostel : « Dans notre baraquement, tous les copains m'appellent « le vieux » parce que je suis le seul à être marié et avoir des enfants. Çà a des avantages : je reçois régulièrement des colis de Marie, ma femme. À l'intérieur nourriture et vêtements qui améliorent le quotidien. Marie sait que tout est lu et ouvert par la censure ... mais elle est rusée ! Sur chaque paquet elle note un petit mot affectueux, et termine par liser kreiz. Du breton que les Allemands ne comprennent pas. Je sais ce que cela signifie : elle a caché un courrier plus personnel dans un objet. Au milieu de la pelote de laine, ou même dans la pâte du gâteau breton, , dans un tube d'aspirine, avant de le mettre au four ! ».

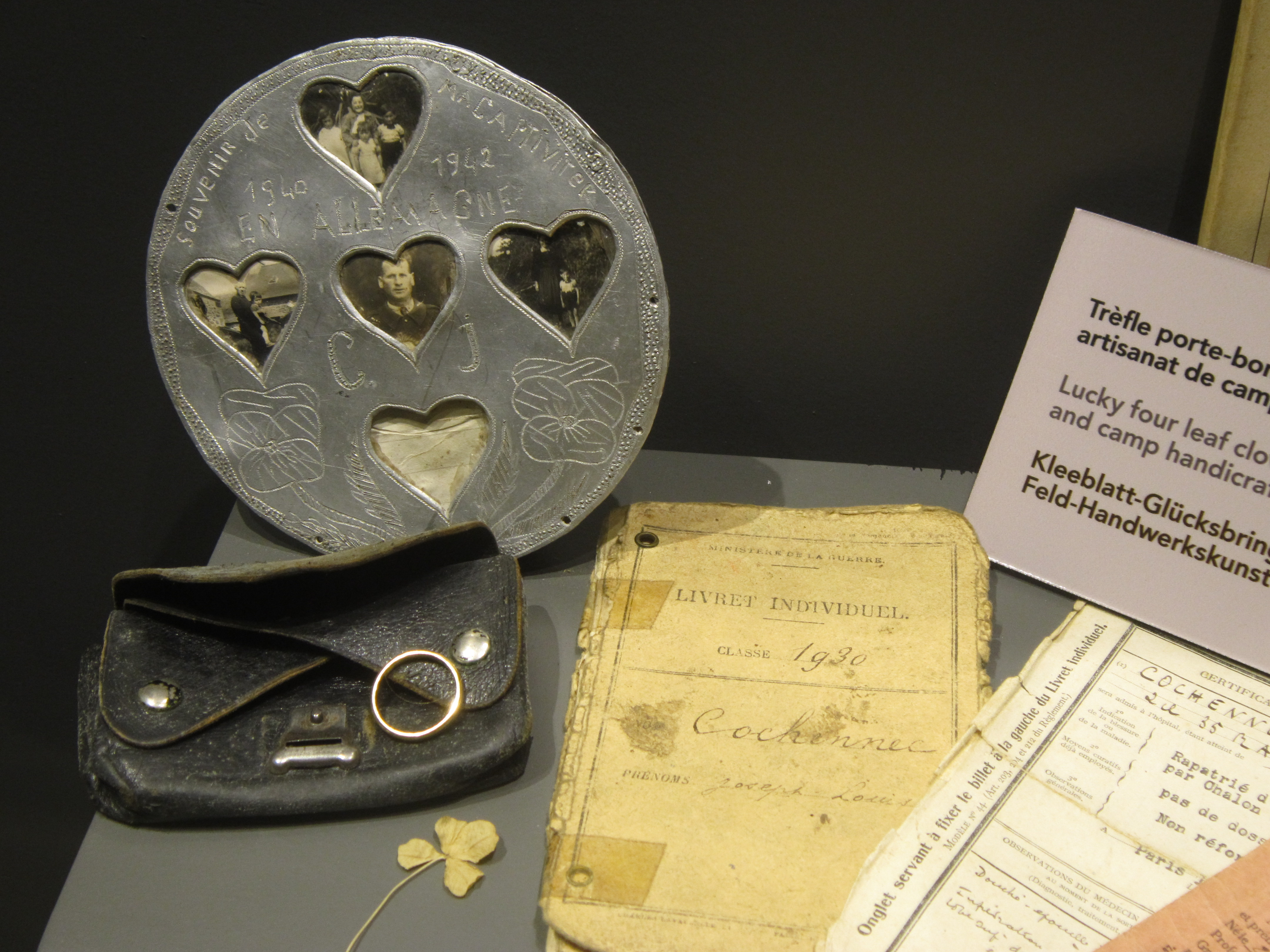
Objets ayant appartenu à Joseph Cochennec, de Landeleau, prisonnier de guerre au stalag X-B de Sandbostel (Musée Mémoires 39-45 à Plougonvelin) 1.
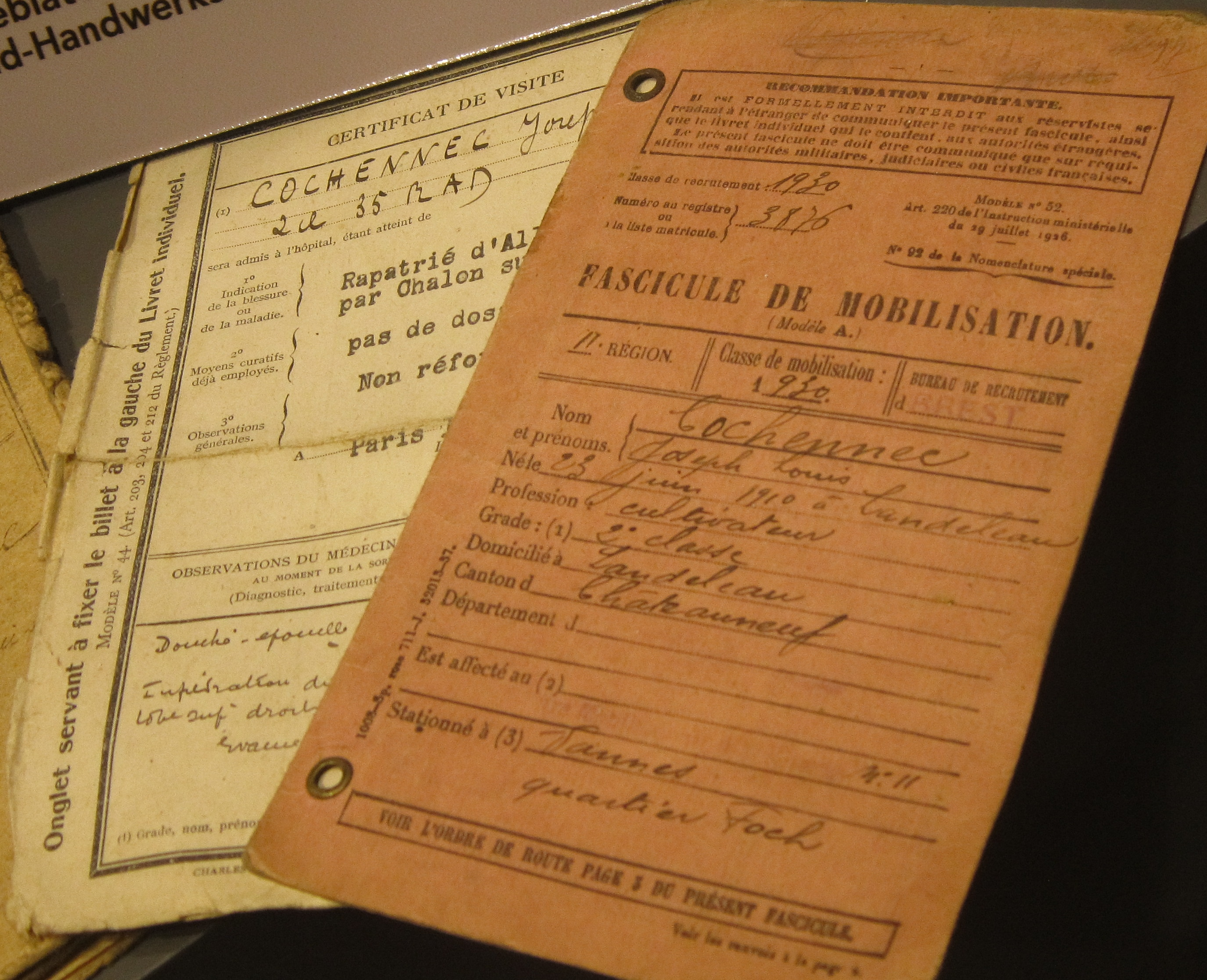
Objets ayant appartenu à Joseph Cochennec, de Landeleau, prisonnier de guerre au stalag X-B de Sandbostel (Musée Mémoires 39-45 à Plougonvelin) 2.

Le 21 mai 1944, deux hommes de Landeleau sont blessés par des coups de feu tirés par des militaires allemands  dans le village de Kernoal ; l'un d'eux, Raymond Guichot, décéda des suites de ses blessures.

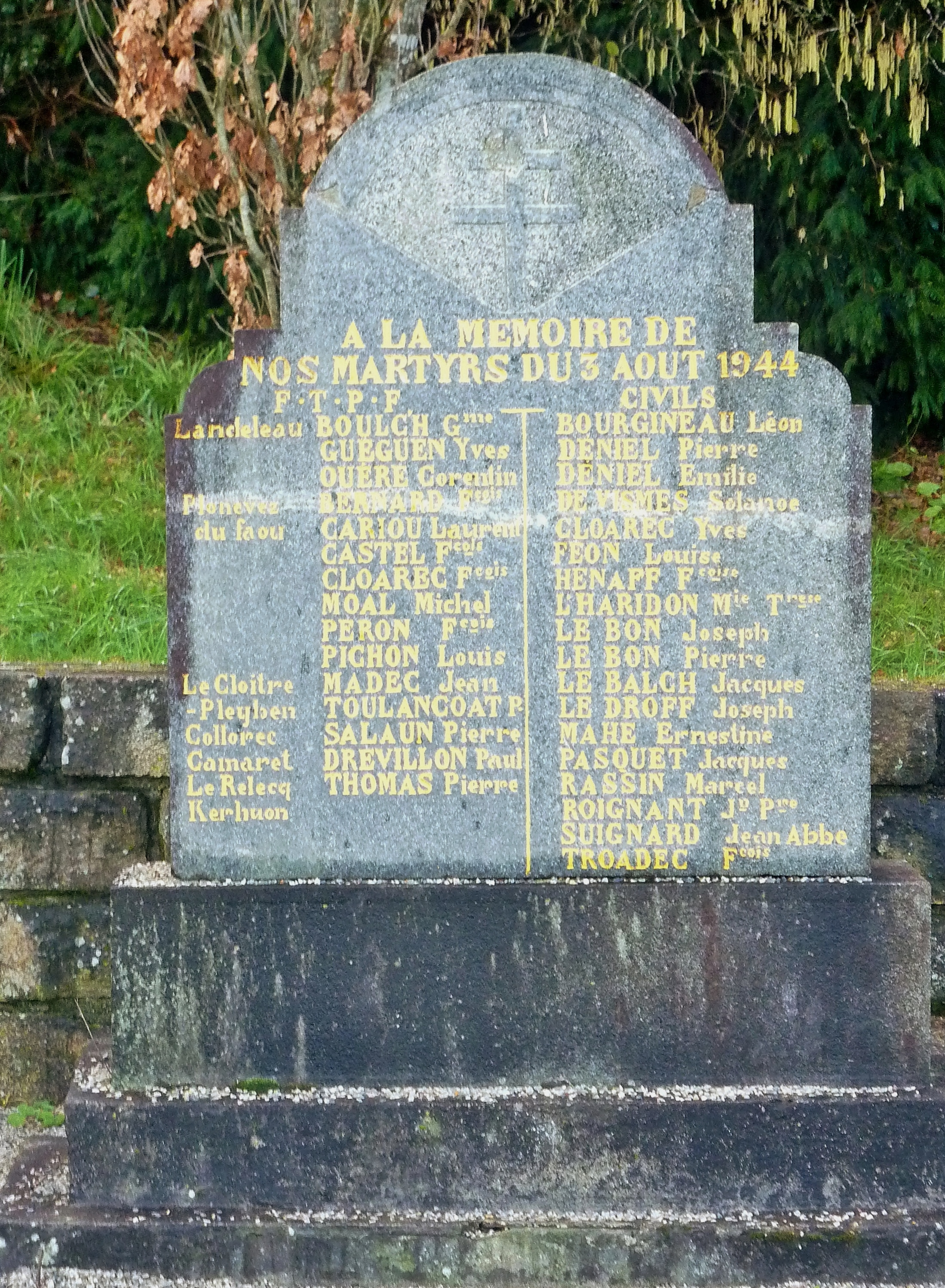
xLe monument aux martyrs du 3 août 1944.

Le 3 août 1944, des résistants FTP de la compagnie « Corse », commandés par Georges Le Gall, attaquent des colonnes allemandes au niveau du passage à niveau de Pont ar Stang Vihan (la voie ferrée existait alors). Les résistants sont battus par les troupes allemandes (15 d'entre eux sont tués, dont  Joseph Le Droff, de Saint-Nic, exécuté par balles). Les Allemands, en représailles, prennent des otages dans le voisinage, fusillant 18 d'entre eux, et brûlant certaines maisons : sept personnes soit fusillées, soit brûlées, sont trouvées dans la maison Deniel ; trois autres cadavres carbonisés sont trouvés dans une ferme brûlée au village du Cloître, dont celui de l'abbé Suignard, un jeune prêtre venu soigner les blessés ; quatre cadres de résistants, fusillés, sont trouvés près du puits de la même ferme, et deux autres dans les champs aux alentours ; au bourg même de Landeleau, quatre personnes sont fusillées et deux décèdent des suites de leurs blessures, dont Le Moigne, instituteur à Spézet.
Arrivant sur les lieux au moment où les Allemands ont envahi le bourg, Yves Lallouët, maçon, et son ouvrier Corentin Lerrant seront conduits aux abords de l'église et adossés contre un mur face au peloton d'exécution. Ils auront la vie sauve grâce à l'intervention d'une serveuse qui expliquera aux Allemands qu'il s'agit de clients du restaurant où elle travaille. Le lendemain, André Le Gall, un résistant de Châteauneuf-du-Faou, fut tué d'une rafale de mitraillette par des soldats allemands au Pénity-Saint-Laurent. Landeleau est libéré par les Américains deux jours plus tard, le 5 août 1944. Une stèle commémorative rappelle à Pont ar Stang Vihan le nom des 33 personnes tuées alors.

#### Longtemps un fief communiste
Landeleau fait partie des communes du Centre Bretagne, tout comme Spézet, Huelgoat, Berrien, Scrignac et plusieurs autres où le communisme rural, se présentant désormais comme l'héritier des "Bonnets rouges", s'est durablement implanté après la Seconde Guerre mondiale.

#### L'après-Seconde Guerre mondiale
Trois soldats (Hervé Kergoat, Eugène Pennanech, Jean Pichon) originaires de Landeleau sont morts pendant la Guerre d'Indochine et un (André Bernard) pendant la Guerre d'Algérie.

#### Par ailleurs
Le festival des Vieilles Charrues a démarré à Landeleau au Stang au bord de l'Aulne en 1992.

## Démographie
| 1793  | 1800 | 1806 | 1821  | 1831  | 1836  | 1841  | 1846  | 1851  |
| ----- | ---- | ---- | ----- | ----- | ----- | ----- | ----- | ----- |
| 1 006 | 841  | 893  | 1 184 | 1 203 | 1 206 | 1 211 | 1 180 | 1 229 |

| 1856  | 1861  | 1866  | 1872  | 1876  | 1881  | 1886  | 1891  | 1896  |
| ----- | ----- | ----- | ----- | ----- | ----- | ----- | ----- | ----- |
| 1 214 | 1 084 | 1 227 | 1 192 | 1 281 | 1 372 | 1 426 | 1 510 | 1 625 |

| 1901  | 1906  | 1911  | 1921  | 1926  | 1931  | 1936  | 1946  | 1954  |
| ----- | ----- | ----- | ----- | ----- | ----- | ----- | ----- | ----- |
| 1 604 | 1 758 | 1 950 | 2 016 | 1 982 | 1 842 | 1 686 | 1 421 | 1 357 |

| 1962  | 1968  | 1975  | 1982  | 1990  | 1999  | 2004  | 2006  | 2009  |
| ----- | ----- | ----- | ----- | ----- | ----- | ----- | ----- | ----- |
| 1 323 | 1 250 | 1 148 | 1 088 | 1 028 | 1 042 | 1 030 | 1 047 | 1 011 |

| 2014 | 2019 | 2022 | - | - | - | - | - | - |
| ---- | ---- | ---- | - | - | - | - | - | - |
| 944  | 959  | 982  | - | - | - | - | - | - |

Commentaire: La population de Landeleau était en 2006 quasiment identique à celle de 1793. Cette stagnation d'ensemble sur plus de deux siècles correspond à un recul démographique relatif important, compte tenu de l'augmentation de la population française pendant la même période et masque des évolutions intermédiaires assez importantes. Après un certain déclin pendant la Révolution française, une notable reprise démographique sous l'Empire et les débuts de la Restauration : entre 1806 et 1821, la commune regagne 291 habitants en 25 ans. Cette augmentation soudaine de population est liée aux travaux de construction du canal de Nantes à Brest qui provoque un afflux soudain, mais temporaire, de travailleurs ; la population communale reste à un niveau élevé (autour de 1200 habitants) jusqu'à l'achèvement des travaux de construction du canal en 1836. La population de Landeleau a remarquablement stagné ensuite pendant la majeure partie du XIXe siècle, augmentant par contre notablement entre 1872 et 1921 (+ 824 habitants, soit + 69 %, en 36 ans), de manière décalée par rapport à la plupart des communes rurales françaises qui ont connu leur retournement démographique plus tôt. L'année 1921 est donc pour Landeleau l'année du maximum démographique.
Depuis 1921, le déclin démographique est continu jusqu'à 2006, la commune perdant presque la moitié de sa population en 85 ans (- 986 habitants, -49 %), même si les 25 dernières années montrent une relative stabilisation démographique. Le vieillissement de la population est net: en 2007, les plus de 65 ans représentaient 24,3 % de la population communale totale alors que les moins de 15 ans n'étaient que 17,2 %. La commune continue à enregistrer un déficit naturel important: de 1999 à 2008, en dix ans donc, l'on a comptabilisé 93 naissances et 132 décès à Landeleau. Le solde migratoire, longtemps négatif, est toutefois légèrement positif depuis 1982.

## Économie

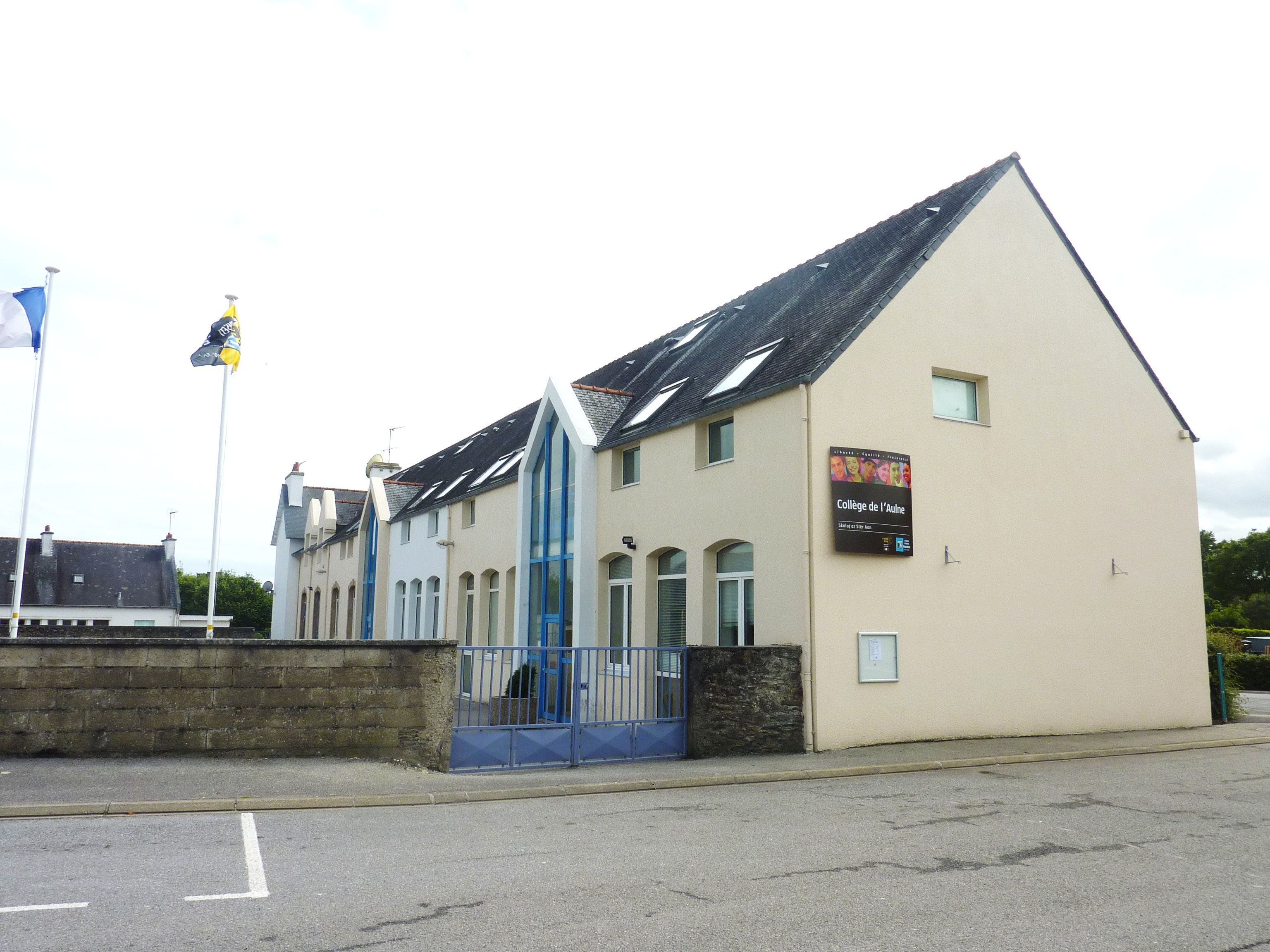
Le collège de l'Aulne à Landeleau.

Landeleau possède plusieurs entreprises agro-alimentaires connues :
- la biscuiterie Yannick fabrique des gâteaux bretons traditionnels et des galettes des Rois (une centaine de salariés).
- les "Délices de Landeleau" sont une crêperie industrielle réputée (45 salariés, 80 000 crêpes produites chaque jour)[79].
- la "crêperie Le Coënt", plus artisanale, fabrique des crêpes "à la main" (une dizaine de salariés).

## Politique et administration
| Période                                  | Période     | Identité          | Étiquette | Qualité |
| ---------------------------------------- | ----------- | ----------------- | --------- | ------- |
| 1971                                     | 1977        | Joël Com          | PCF       |         |
| 2001                                     | 2008        | Catherine Le Bras | DVD       |         |
| 2008                                     | 27 mai 2020 | Michel Salaün     | DVG       |         |
| 27 mai 2020                              | En cours    | Yvon Coquil       |           |         |
| Les données manquantes sont à compléter. |             |                   |           |         |

## Enseignement
Landeleau possède une école publique, qui accueille chaque année des élèves

## Monuments et sites

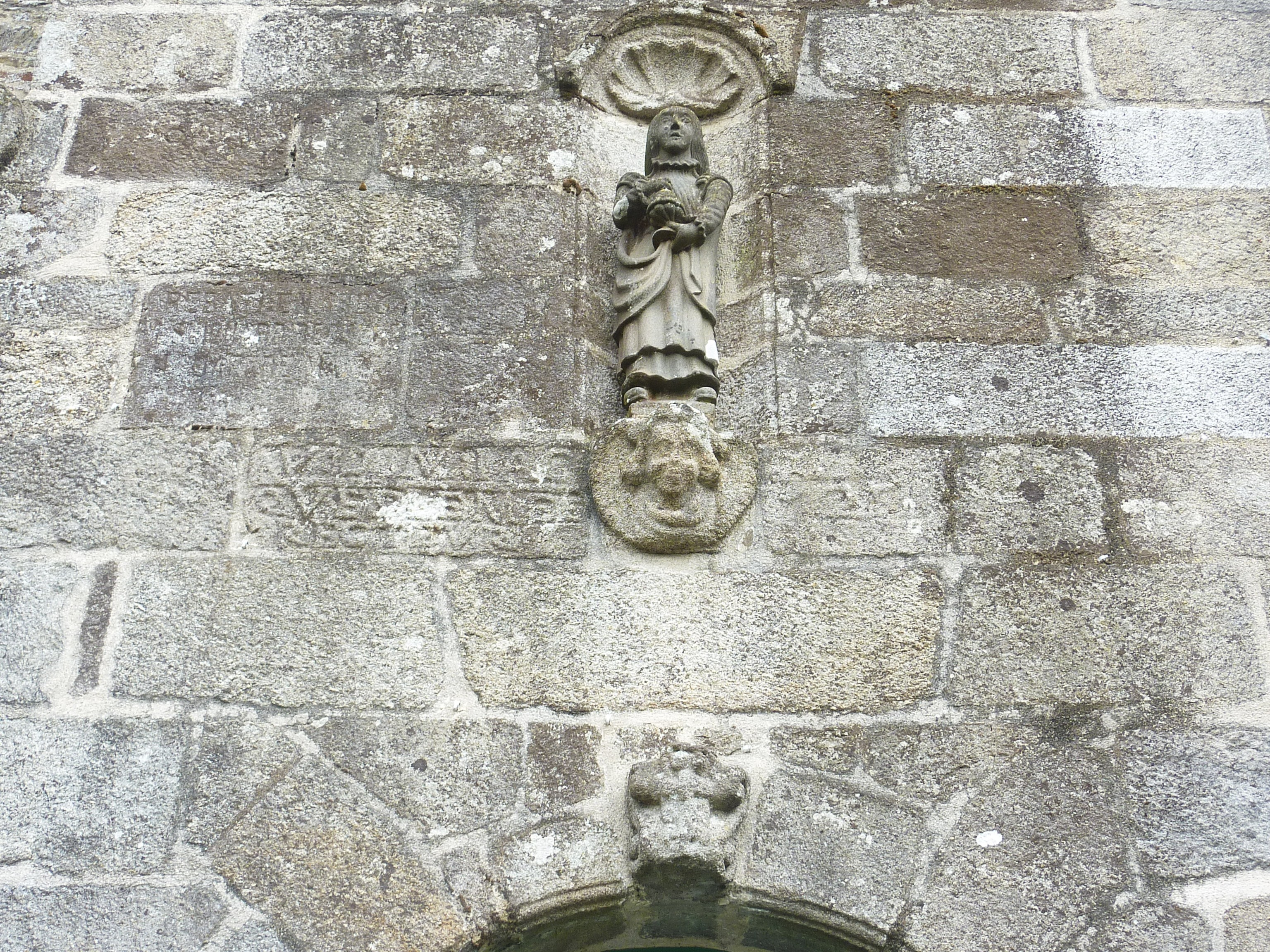
Église Saint-Thélo : détail de la façade.

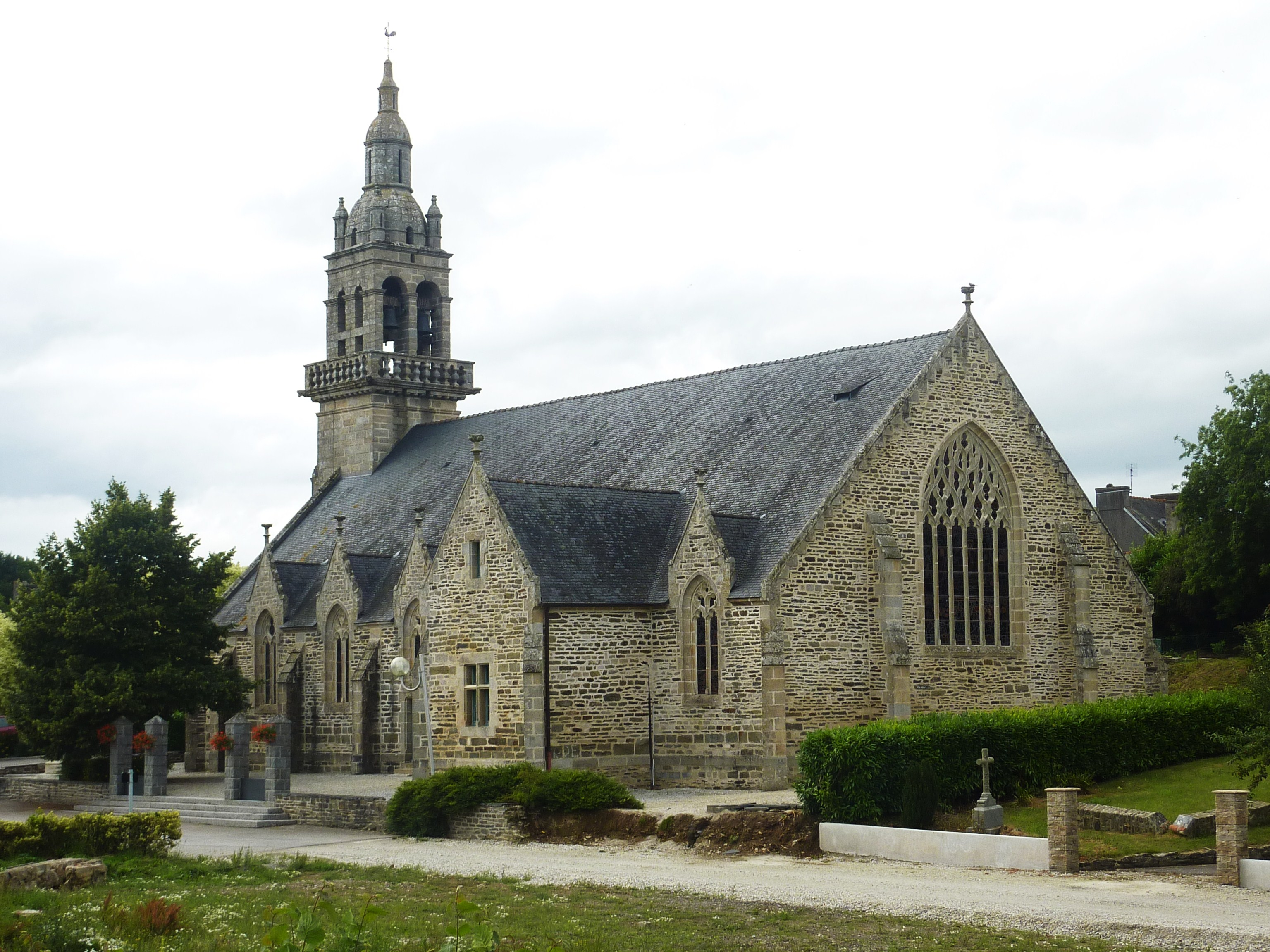
L'église paroissiale Saint-Thélo.

## Monuments et sites[24]
- L'église Saint-Thélo ou Saint-Théleau (1719-1897). Cette église remplace l'ancienne église datée de 1540. Construite en 1896 sur les plans de M. Le Guérannic (sa première pierre est posée le 24 février 1896) , elle est consacrée par Valleau, évêque de Quimper et de Léon, le 16 novembre 1897. Elle comprend une nef avec bas-côtés de six travées, terminée par un chevet plat : le clocher est semi-encastré. Le clocher de l'église, qui date de 1719 (exécuté sur les plans de l'architecte Favennec de Pleyben), est restauré en 1886. La cloche porte l'inscription "Faite en l'an 1619".

L'édifice se compose d'un transept et d'une nef avec deux bas-côtés dont elle est séparée par six arcades que soutiennent des piliers sans chapiteaux. Le mobilier sort des ateliers de M. Derrien, de Saint-Pol-de-Léon. Il s'agit d'une étape de la Troménie, "Tro ar Relegou" : point culminant de saint Théleau ou Thélo, consistant en une procession marquée d'étapes, sur un parcours long de 18 km, s'effectuant dans le sens du soleil. Se trouvent encastrées dans les murs du nouvel édifice, trois pierres armoriées : l'une porte les armes de Châteaugal, et les deux autres les armes du Chastel et de familles alliées (ses pierres viennent du mausolée de François du Chastel, seigneur de Châteaugal, qui existait dans l'ancienne église paroissiale et qui fut détruit sous la Révolution). L'église abrite les statues anciennes de saint Théleau (sur son cerf), saint Roch et saint Jean-Baptiste. On y trouvait autrefois, dans le cimetière, un oratoire et une chapelle dédiée à saint Maudez. Le reliquaire date du XVIe siècle.
- La fontaine Saint-Thélo se trouve près de l'église.
- Le chêne de saint Thélo était un chêne plusieurs fois centenaire situé à quelques centaines de mètres de Kastell-Gall.Il mesurait 4,55 mètres de circonférence à 1 mètre du sol en 1999[82]. Cet arbre était la deuxième station de la Troménie[83]. Selon une coutume ancienne qui se pratiquait encore il y a peu, certains emportaient un petit bout d'écorce en guise de talisman. L'évêque de Quimper il y a quelques années s'était fâché d'assister à cette scène surprenante : « Arracher des bouts d'écorce du chêne de Saint-Télo en guise de talisman, c'est une pratique païenne que condamne l'Église » dit-il[84]. Ce chêne est malheureusement tombé en octobre 2006.
- Le sarcophage de saint Thélo : actuellement devant le porche de l'église paroissiale. De l'époque gallo-romaine, il nous reste un bloc de granit blanc de Locuon[85], (à 40 km) , pesant 2,7 tonnes qui a servi de pièce d'architrave pour un temple romain[86]. Au haut Moyen Âge, lorsque des moines ont fondé la future paroisse de Landeleau, la pierre a été creusée pour la transformer en sarcophage. La tradition le désigne sous le nom de "Gwele sant telo", le lit de saint Thelo. On dit que le saint homme y couchait en pénitence. Ce sarcophage fut longtemps l'objet d'une grande vénération. Saint Yves Hélory, le plus grand saint de Bretagne, y coucha lui-même une nuit lors de son passage à Landeleau en 1303 en guise de pénitence, fait rapporté dans les actes de son procès de canonisation[réf. nécessaire]. D'autres pierres en granit blanc de Locuon[85], provenant probablement du même monument antique, ont été remployées dans les murs de l'église. Selon la coutume, à Landeleau, pour guérir les rhumatismes ou le mal de dos, "on allait s'étendre sur la pierre appelée lit de saint Théleau"[87].

Selon Albert Le Grand dont le témoignage remonte à la première moitié du XVIIe siècle, "par le passé, ce sarcophage se trouvait dans un petit oratoire de 4 ou 5 mètres de long sur 2,5 mètres de largeur situé à six mètres de la grande porte ouest de l'église. L'édifice semblait être assez récent, mais ses assises inférieures se composaient d'un appareil en arêtes de poisson ou feuilles de fougères et remontaient à la plus haute antiquité, peut-être même à l'époque de la vie de saint Théleau".
- Le dolmen de Saint-Thélo est, selon la légende, l'abri du fondateur de la paroisse[89].
- La chapelle de Pénity-Saint-Laurent (pénity signifie en breton un monastère) date des XVIe – XVIIe siècles. Elle correspond à la troisième étape de la Troménie. Elle a conservé son sol en terre battue. Elle est la seule chapelle encore debout sur les 7 chapelles que possédait Landeleau. Il s'agit d'un édifice de plan rectangulaire. En ruines au début du XXe siècle, elle a été restaurée en 1942 par l'abbé Jaffres sur les plans de M. Coignet, architecte à Carhaix. Elle abrite les statues de saint Laurent, saint Roch, saint Yves, saint François d'Assise, une pietà et trois Vierges-Mères. Un calvaire est situé à proximité, une simple croix avec un Christ sculpté en fait[90]. Son placître accueille le dimanche de la Pentecôte la troisième station de la Troménie. Après une étude très complète, toute la statuaire polychrome fut restaurée en 2001.
- Le calvaire de Lanzignac : daté de 1538, ce calvaire incomplet est le seul vestige de la chapelle de la Trinité. Sur le croisillon, deux anges recueillent le sang du Christ dans un calice. Saint Jean et la Vierge Marie encadrent le crucifié. Au revers, sainte Véronique montre le visage du Christ sur le Saint-Suaire. La statue de la Vierge a été refaite en 2002. En contrebas de ce site champêtre se trouvent la fontaine de la Trinité et son lavoir, récemment restaurés (les fontaines de la Trinité ont généralement une origine gauloise, elles correspondent à d'anciennes divinités gauloises christianisées. Un pardon est organisé chaque année depuis 1985 le jour de la fête de la Trinité sur le site de l'ancienne chapelle. Le toponyme "Lanzignac" provient de "lan" (ancien ermitage situé probablement en ce lieu) ; quant à "zignac", toponyme unique en Bretagne, son origine est inconnue.
- L'ancien presbytère[91] (XVe – XVIIe siècles). Ce petit manoir du XVe ("Presbital Kozh") se nommait aussi selon la tradition orale "Maner Keryann". Il devait appartenir aux seigneurs de La Villeneuve dont l'un s'appelait Jehan(entre 1426 et 1526) d'où sans doute cette appellation.

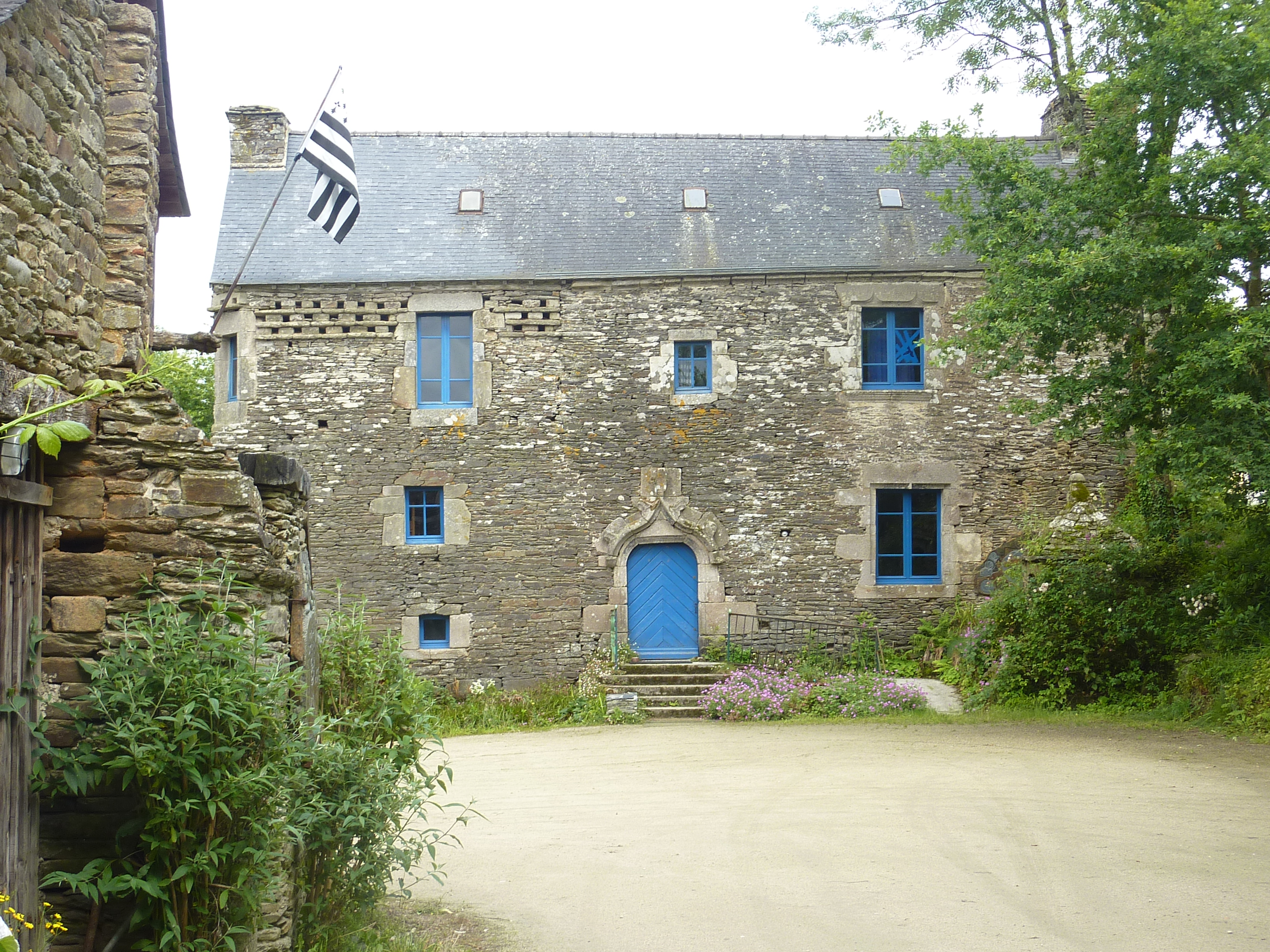
L'ancien presbytère (XVIe siècle).

Une déclaration de bien de la paroisse datant de 1680 précise que "la maison presbytériale sert à cet effet de mémoire d'homme". Dans les comptes de fabriques du 26 juin 1639, Jean Floc'h fait mention d'un titre ancien (14..?) comme quoi le recteur aurait payé une rente au seigneur de La Villeneuve.
C'est probablement au cours du XVIe siècle que le manoir devint la propriété du chapitre de Kemper (Quimper, évêché de Cornouaille). Son architecture est tout à fait conforme à l'architecture des manoirs bretons des XVe – XVIe siècles.
En 1796, le "Presbital Kozh" et ses dépendances sont vendus au titre des biens nationaux, à André Galochard, marchand de biens.

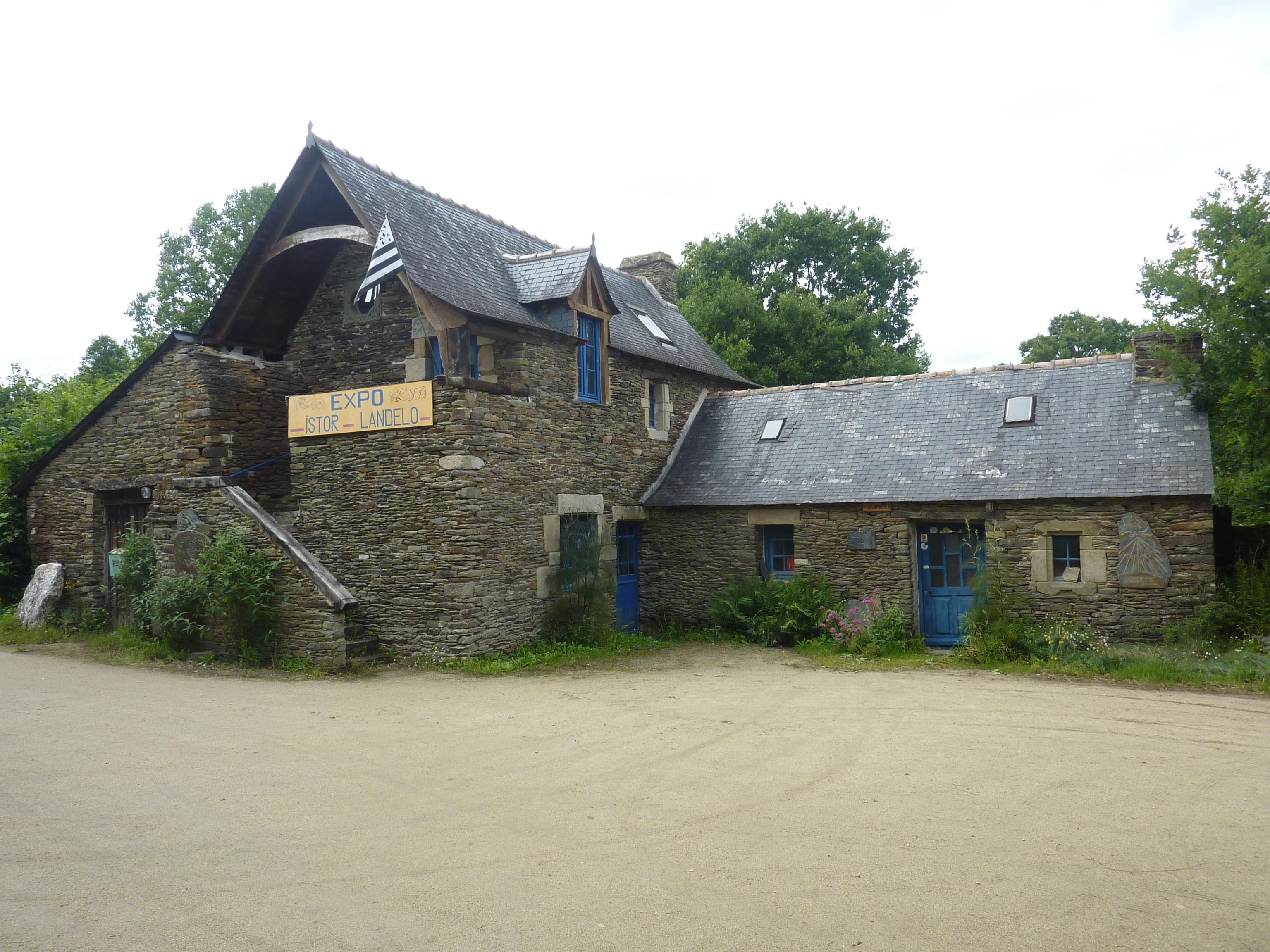
Bâtiment annexe de l'ancien presbytère transformé en musée d'histoire locale.

Les recteurs successifs se plaignent de la vétusté et de l¹inconfort du bâtiment. En 1846, la commune décide de la construction d'un nouveau presbytère, les travaux sont terminés en 1850. En 1864, le "Presbital Kozh" est acheté par la famille Jaffré (Landeleau, Spezet). François Jaffré continua à en louer une partie, qui devint mairie et école. Les lois Jules Ferry votées en 1881 et 1882 rendaient l'école obligatoire laïque et gratuite. Le 10 décembre 1882, les deux chambres du 1er étage furent louées au sieur Jaffré par bail, pour héberger l'école et la mairie. La nouvelle école fut achevée en 1894 et le Presbital Kozh eut une autre vocation, la ferme.
En 1950, les fermiers propriétaires, François Le Bloas et Marie Jeanne Jaffré prennent leur retraite et, pendant 30 ans, le bâtiment est abandonné. Il continue à se dégrader et se couvre de lierre, une partie de la toiture s'effondre… Acheté en 1984 par une SCI de militants bretonnants, il est mis à la disposition de "Kan an Douar" pour sa restauration, et retrouve à nouveau vie. Le "Presbital Kozh" ayant trouvé sa voie, il commença à rapporter un peu d'argent permettant la restauration des annexes. C'est ainsi qu'une ancienne crèche délabrée devint le bureau et l'accueil. Le bâtiment du fournil a été entièrement reconstruit. Un atelier pédagogique, tourné vers le pain et les crêpes, est en cours d'installation. Le four lui-même a été réhabilité. Au 1er étage, une salle d'exposition a été aménagée. Le Presbital Kozh est devenu un lieu d'accueil de stages et de cours de langue bretonne, une résidence d'artistes et aussi un centre de vacances de jeunes, de classes vertes et de découvertes agréé par la Direction départementale de la Jeunesse et des Sports et par l'Inspection académique.
Une décision de justice début 2010 en raison des graves difficultés financières de l'Association Kan ar Douar provoquées par un litige entre copropriétaires du bâtiment ont entraîné une décision de vente judiciaire et une menace de son expulsion du Presbital Kozh.
- Le manoir de Kastell-Coall ou Châteaugal (XVIe – XVIIIe siècles), restauré au XXe siècle et érigé à l'emplacement de l'ancien manoir de Kastell-Gall. On y trouvait autrefois une chapelle privée dédiée à saint Jean. Propriété, au XIVe siècle, de Jean de Kermellec (seigneur de Château-Gall), puis de Henri Du Chastel (seigneur de Mezle) et du marquis de Rosily-Méros (juste avant la Révolution).
- Les vestiges (douves, puits...) du manoir fortifié de Kastell-Grannec (XVe – XVIe siècles). Ce manoir appartient, au XVe siècle, au seigneur de La Marche. Il est reconstruit, au XVIe siècle, par Guillaume de Coatnezre. Il fut détruit en 1594. Il n'en reste qu'un tronçon des douves et un puits Renaissance dans la cour de la ferme[45].
- Des calvaires : outre celui de Pénity-Saint-Laurent, qui date du Moyen Âge, des calvaires ou croix existent au Cleuziou (Moyen Âge), la croix de l'église (vers 1920), la croix du cimetière de Landeleau (1881), la Croix-Rouge (XIXe siècle), Lannac'h, Penfoul (1940), Trois-Croix (vers 1950)[93].
- La statue de saint Roch, en granite, découverte récemment sur le site de l'ancienne chapelle saint Roch (disparue) a été réinstallée après avoir été restaurée (il lui manquait sa tête) par Olivier Danican, sur un socle à la manière d'un calvaire, au carrefour du Moulin-Neuf qui correspond à la quatrième étape de la Troménie[94].
- Plusieurs autres chapelles ont disparu : la chapelle Saint-Maudez, détruite au XIXe siècle ; la chapelle de la Trinité, qui se trouvait à Lansignac ; la chapelle Notre-Dame-de Bonne-Nouvelle, à Lannach, disparue en 1928, etc., ainsi que l'oratoire Saint-Théleau, jadis situé dans le cimetière.
- la maison située rue Saint-Théo (XVIIIe siècle), restaurée au XIXe siècle.
- 7 moulins dont le moulin à eau de Kerviou, Milin-Coz, Argoff, de Glédic, de Lerrant (pour la fabrication du papier).
- La stèle de Penfoul, replacée à l'entrée de la ferme du même nom, évoque la proximité de la nécropole antique. La stèle des Trois-Croix a la même provenance mais a été replacée sur la place de la Mairie.
- La stèle de Pont ar Stang Vian commémore les combats du 3 août 1944 qui firent 33 victimes françaises (18 otages civils, 15 maquisards), la plupart originaires de Landeleau et Plonévez-du-Faou.
- Le pont de l'ancienne ligne de chemin de fer du Réseau breton allant de Carhaix à Châteaulin à Pont-Triffen[95].

## Événements et loisirs
Tous les premiers week-ends d'août, Landeleau organise une grande fête champêtre, la "Fête du Stang", sur son superbe site du Stang au bord de l'Aulne.
Cette manifestation rassemble généralement plus de 3 000 visiteurs.
Au programme : Jeux divers, café-crêpe, concerts musiques bretonnes, parfois des vedettes internationales de rock ou jazz, groupes folkloriques bretons et étrangers.
La base nautique du Stang est une base d'entraînement pour les canoës-kayacks inaugurée en 2004. Il s'agit désormais du second site de Bretagne de bassin naturel en milieu sauvage, après celui des "Roches du Diable" à Locunolé.
Un club de football existe dans la commune, l'US Landeleau.

## Légendes et récits
Le seigneur de Kastell-Gall proposa à saint Thelo de lui offrir pour la création de son monastère, autant de territoire qu'il pourrait en circonscrire en une nuit, avant le premier chant du coq. Sans plusieurs coups du sort et un parcours semé d'embûches dû à la jalousie de sa sœur, notamment des chants de coqs forcés à 2 h du matin, la paroisse de Landeleau se serait étendue jusqu'à Collorec d'un côté et jusqu'à Cléden de l'autre.
"Bien longtemps après sa mort, saint Théleau n'avait toujours pas oublié la rouerie des seigneurs de ce lieu. Alors, une année, au beau milieu de la procession, il survint une pluie torrentielle. Les pèlerins se débandèrent, on dt mettre les reliques à l'abri dans la grange du manoir. On y laissa aussi les croix et les bannières sous la surveillance d'un gardien. Mais, tout à coup, en pleine nuit, les cloches de Landeleau s'ébranlèrent, sonnant à toute volée. Dans les maisons du bourg, dans les fermes de la campagne, partout on se réveilla en sursaut... On se demendait avec stupeur : au nom de Dieu, qu'est-ce qu'il y a ? Quelqu'un ayant levé la tête s'écria : regardez-donc ! Le ciel était éclairé comme par des cierges et dans les nuages la procession passait. C'était le reliquaire et les croix qui n'avaient pas voulu demeurer à Castel Gall [Châteaugal] et rentraient d'elles-mêmes à Landeleau.